# Kenya
Pour les articles homonymes, voir Kenya (homonymie).
République du Kenya
(sw) Jamhuri ya Kenya 
(en) Republic of Kenya 
Le Kenya ou Kénya, en forme longue la république du Kenya ou république du Kénya (en swahili : Kenya et Jamhuri ya Kenya, en anglais : Kenya et Republic of Kenya), est un pays d’Afrique de l'Est, limitrophe du Soudan du Sud au nord-ouest, de l’Éthiopie au nord, de la Somalie à l’est, de l’Ouganda à l’ouest et de la Tanzanie au sud-sud-ouest. Il est baigné par l’océan Indien au sud-est. La capitale et la plus grande ville du pays est Nairobi.
Pendant la colonisation européenne de l'Afrique, le Royaume-Uni colonise le territoire comme le protectorat de l'Afrique orientale britannique en 1895. En 1920, le territoire devient une colonie de la couronne, et est notamment le lieu de la révolte des Mau Mau de 1952 à 1960. Le pays accède à l'indépendance en 1963 en tant que royaume du Commonwealth comme le dominion du Kenya et devient une république l'année suivante. La constitution actuelle du pays est adoptée en 2010.
Le Kenya est une république unitaire ayant un régime présidentiel. L'anglais est la langue officielle. Le pays est séculier, bien que le christianisme soit pratiqué par plus de 85 % de la population.

## Étymologie
Son nom provient de celui de son plus haut sommet, le mont Kenya, que les Kamba appellent Kiinyaa, ce qui signifie « montagne de l'autruche ». Ce dernier nom renvoie à la couleur des pics, qui sont blancs avec la neige et noirs avec les rochers, ressemblant au plumage du mâle.
L'orthographe actuelle dérive d'une série d'évolutions depuis que Johann Ludwig Krapf l'a observé en 1849. Déformant le mot Kiinyaa, il lui attribua le nom de Kegnia ([ˈkiːnjə] dans la prononciation phonétique en anglais).
Voir aussi « Toponymie et étymologie ».

## Géographie

Carte topographique du Kenya.

Traversé par l'équateur, le Kenya se situe dans l’est du continent africain et a pour pays voisins, au nord le Soudan du Sud et l'Éthiopie, à l'est la Somalie, au sud la Tanzanie et à l'ouest l'Ouganda. Il est bordé, à l'est, par l'océan Indien sur 536 km et a une superficie de 580 367 km2. Son point culminant est le mont Kenya avec 5 199 m tandis que son plus long cours d'eau est le fleuve Tana (700 km). Sa capitale, et plus grande ville, est Nairobi.

### Topographie
L'altitude croît selon un pendage faible et régulier depuis l'océan Indien, au sud-est, jusqu'à la chaîne des monts Aberdare avant de décroître en direction de l'ouest et du nord.
Le pays est traversé par le grand rift oriental qui sépare la plaque nubienne à l'ouest de la plaque somalienne à l'est, et coupe, du sud au nord, le tiers occidental du pays du reste du territoire. La largeur du rift varie entre 45 et 100 km. Si sa profondeur maximale est d'environ 1 510 m au gradin oriental bordant le lac Bogoria, il est difficile de le distinguer du désert avoisinant à hauteur du delta de la rivière Turkwel (lac Turkana).
Dans ce rift, qui comporte un linéament occidental suivant, grosso modo, le 0,2e parallèle sud, se logent plusieurs lacs, du sud au nord : Magadi, Naivasha, Elementaita, Nakuru, Bogoria, Baringo, Turkana, etc. Comparativement aux lacs du rift occidental, ceux du rift oriental ont une profondeur maximale relativement faible avec un maximum de 109 m pour le lac Turkana. Le golfe de Winam constitue la partie ouest du linéament occidental (appelé rift de Kavirondo).
Plusieurs volcans éteints bordent ce rift oriental, du sud au nord : les monts Olengarua, Oloolkisailie, Suswa, Longonot, Kipipiri et le mont Lopokino. Les monts Londiani, Eldalat et Tinderet barrent l'entrée du rift Kavirondo tandis que les monts Homa, Nyamaji et la caldeira de Rangwe bordent le gradin sud de ce dernier.
Les monts et volcans éteints Kenya et Elgon, désaxés par rapport au rift oriental, sont aussi les deux plus hauts sommets du pays.
Les deux principaux déserts sont le désert de Chalbi qui s'étend à l'est du lac Turkana et se prolonge en Éthiopie et le désert de Nyiri à l'est du lac Magadi.
La côte est bordée par plusieurs récifs coralliens qui, ensemble, ont une superficie de 621 km2.

### Climat

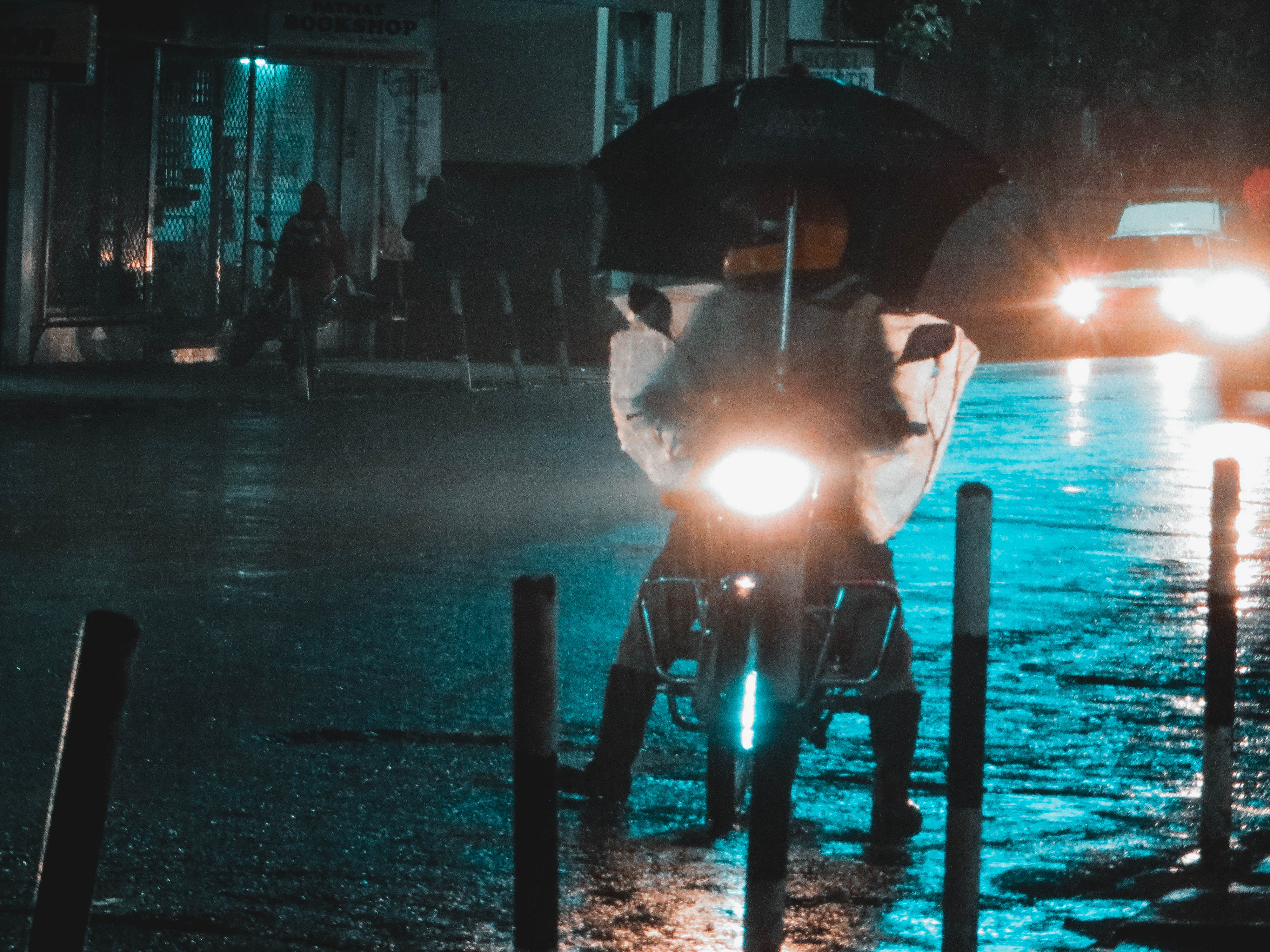
Boda boda sous la pluie à Nakuru (janvier 2020).

Les zones climatiques du Kenya.

Situé au niveau de l'équateur, le Kenya connaît un climat chaud où les températures varient peu au cours de l'année et qui est rythmé par deux saisons des pluies qui tombent dans les mois où le soleil passe au zénith, en particulier en fin de journée. La plus abondante est centrée sur mars et mai, la seconde sur le mois de novembre. Cependant, leur intensité et leur durée varient grandement d'une région à l'autre et le climat du Kenya est très diversifié: au sud-est, le littoral de l'océan Indien bénéficie d'un climat humide de type Aw, selon la classification de Köppen correspondant à un climat de savane. À Mombasa, les températures maximales mensuelles sont comprises entre 28 °C et 32 °C pour 1 060 mm de précipitations. À l'ouest, la région du lac Victoria est encore plus arrosée avec un climat équatorial (Af) qui permet le développement de la forêt. À l'opposé, les précipitations sont de plus en plus faibles en allant vers le nord ; la savane laisse d'abord la place à un environnement semi-aride et même désertique à l'est du lac Turkana et à proximité de la frontière somalienne.
L'altitude joue aussi un rôle : avec elle, les températures diminuent alors que les précipitations ont tendance à augmenter. Ainsi, dans les hauts plateaux du centre, Nairobi (1 700 m) dispose d'un climat tempéré avec des matinées fraîches (10 à 13 °C) et des températures maximales oscillant entre 21 et 26 °C. Avec ses 5 199 mètres d'altitude, le sommet du mont Kenya atteint l'étage nival, celui des neiges éternelles.
Le changement climatique, qui affecte déjà sévèrement le Kenya, devrait à l'avenir accroître encore la fréquence des sécheresses. Alors qu’elles suivaient auparavant un cycle de cinq à sept ans, elles pourraient apparaitre tous les trois ans dorénavant. Celles-ci risquent de favoriser le sous-développement et l’augmentation de la pauvreté.

### Pollution plastique
La pollution plastique a pris des proportions considérables au Kenya. À elle seule, Nairobi rejette près de 500 tonnes de ces déchets chaque jour, selon les données de 2021. Une partie des déchets finit dans les intestins du bétail, à la surface des rivières ou dans les canalisations, provoquant des inondations en période de pluies.
Pour réduire cette pollution, les autorités ont interdit en 2017 les sacs de courses à usage unique. Néanmoins, les milieux industriels ont facilement contourné cette interdiction en fabriquant des sacs alternatifs prétendument écologiques contenant une part significative de polyéthylène, soit la matière plastique la plus commune. Le directeur de l'ONG kényane Environnemental Compliance Institute explique à ce sujet : « Les industriels sont très innovants lorsqu'il s'agit de contourner les législations environnementales. Ils s'y opposent ou font tout leur possible pour les retarder, en inventant des alternatives. » En outre, de nombreux responsables politiques sont liés au secteur industriel et défendent ses intérêts.

### Biodiversité
Le Kenya lance à partir de 2021 le premier recensement de sa faune sauvage. Des décennies de braconnage, l’extension de l’habitat humain et le réchauffement climatique ont durement touché la population d’animaux. Ainsi, l’éléphant d’Afrique a vu sa population chuter de plus de 60 % depuis les années 1970 selon l’Union internationale pour la conservation de la nature (UICN).
Si la surface en forêt diminue légèrement, la surface en forêts primaires a été diminuée de plus de moitié en 15 ans, de 1990 à 2005, passant de 766 000 à 322 000 hectares.
On compte au Kenya 1 058 espèces d'oiseaux connues en 2019 et certaines des plus célebres Reserves Naturelles en Afrique.

## Histoire

### Période précoloniale
La vallée du Grand Rift est souvent désignée comme le « berceau de l'humanité » en raison des nombreux fossiles d'hominidés qui y ont été trouvés. Les plus anciens, des Proconsuls datant du Miocène, ont été découverts sur l'île d'origine volcanique de Rusinga par Louis Leakey. D'autres découvertes indiquent que des hominidés comme Homo habilis et Homo ergaster vécurent au Kenya il y a 2,5 millions d'années (Plaisancien).
Des peuples venus du nord, parlant une langue couchitique, arrivèrent dans la région aux alentours de 2000 av. J.-C., créant des cultures telles l'Elmenteitien à l'époque du Néolithique pastoral. À la fin du Ier millénaire, arrivèrent, de l'ouest, des peuples bantous. Enfin, à partir de 1500 apr. J.-C. arrivèrent les peuples de langues nilotiques venus du nord-ouest.

### Période coloniale
L'histoire coloniale du Kenya débuta dès le VIIIe siècle avec l'établissement de colonies arabes le long des côtes.
Au début du XVIe siècle arrivent, dans le sillage de Vasco de Gama, les Portugais dont la domination sera éclipsée par celle des sultans d'Oman en 1698. Cependant, ces colonisations restent confinées à la côte du Zanguebar sans désirs d'exploration vers l'intérieur du continent, le but étant le contrôle de la route maritime des Indes.
À la suite des explorateurs comme Emin Pacha, la colonisation complète du Kenya débuta par ce qui fut un protectorat allemand sur ce qui était auparavant une partie des possessions du sultan de Zanzibar. Les Anglais commencent la colonisation du Kenya entre 1884 et 1886. En 1885, le traité de Berlin confirme les ambitions coloniales des Anglais, qui se voient accorder la zone qui correspondra au futur Kenya. En 1895, elle est cédée par Berlin au Royaume-Uni à la suite de l'arrivée dans l'intérieur des terres, en 1888, de la Compagnie britannique impériale d'Afrique de l'Est. La famine survenue en 1899 tue, selon les estimations, entre 50 % et 90 % de la population[réf. nécessaire] de la région qui deviendra l'ex-province centrale du Kenya.
Sur le modèle de l'Afrique du Sud, l’administration coloniale britannique impose en 1915 l'obligation pour tous les Noirs de plus de quinze ans de porter en permanence autour du cou un certificat prouvant leur identité et leur emploi, le kipande. En 1920, le gouverneur fait augmenter l’impôt par tête pour contraindre les Kikuyus à s'engager comme salariés agricoles auprès des colons pour être en mesure de le payer. Toutefois, quand en 1921 les colons réduisent les salaires des ouvriers indigènes d'un tiers, des manifestations et des grèves se déclenchent. Le 16 mars, 57 manifestants sont abattus et les dirigeants des associations nationalistes, dont Harry Thuku, sont arrêtés puis déportés.
Le nouveau protectorat est appelé Afrique orientale britannique. En 1902, les colons blancs sont autorisés à accéder aux hautes plaines fertiles. Ces colons eurent une influence dans le gouvernement avant même qu'il ne soit officiellement déclaré colonie de la Couronne en 1920, mais les Africains furent exclus de participation politique directe jusqu'en 1944. En 1926, un accord entre les gouvernements britannique et italien prévoit le rattachement de la région du Jabaland, jusqu'alors au Kenya, à la Somalie sous colonisation italienne.
D'octobre 1952 à décembre 1959, la révolte des Mau Mau combat la loi coloniale britannique. Les décideurs britanniques firent alors participer de plus en plus d’Africains aux processus gouvernementaux, afin de couper les rebelles de leur soutien. Les premières élections directes pour les Africains au Conseil législatif eurent lieu en 1957. La guerre s’achève avec 100 000 morts côté africain et 320 000 détenus dans des camps, dont plus d'un millier seront exécutés et des milliers d'autres torturés. En 2011, après des décennies d'attente, des milliers de documents secrets du ministère des affaires étrangères britannique sont déclassifiés. Ils montrent que les rebelles Mau Mau étaient systématiquement torturés et soumis aux pratiques les plus brutales, les hommes étaient castrés et du sable introduit dans leur anus, les femmes violées après introduction d'eau bouillante dans leur vagin. Les archives du Foreign Office révèlent en outre qu'il ne s'agissait pas d'initiatives de soldats ou d'administrateurs coloniaux mais d'une politique orchestrée depuis Londres.
Les Britanniques libèrent Jomo Kenyatta et quelques autres prisonniers politiques en 1961 afin de permettre, dans l'optique de l'indépendance imminente du Kenya, la constitution d'un gouvernement « modéré » favorable à leurs intérêts. Peter Anyang' Nyong'o explique que « quand, en 1954, le gouvernement colonial et le colonat européen reconnurent qu'il fallait mettre fin à l'apartheid au Kenya pour parvenir à un règlement politique de la crise, il était clair que, parmi les Africains, il y avait suffisamment de partisans d'une alliance de classe avec les colons, prêts à partager le pouvoir politique contre les Mau Mau et les autres "nationalistes extrémistes" »

### Indépendance
Bien que les Britanniques souhaitaient transmettre le pouvoir à un groupe modéré, ce fut le Kenya African National Union (KANU) de Jomo Kenyatta, membre de la tribu des Kikuyus et ancien prisonnier sous la loi martiale, qui forma le premier gouvernement peu après l'indépendance du pays le 12 décembre 1963. D'abord monarchie constitutionnelle, le Kenya devient un an plus tard une république, Kenyatta devenait le premier Président de la République.

Le régime met aussitôt fin aux espoirs des indépendantistes radicaux de redistribution des terres : les terres sont rachetées aux colons qui veulent partir et revendus aux Kényans qui en ont les moyens, les capitaux britanniques sont épargnés et les investissements étrangers encouragés. Le choix d'une économie de marché renforce une classe de capitalistes locaux au détriment des anciens rebelles, au sujet desquels Kenyatta déclare : « nous ne laisseront pas des gangsters diriger le Kenya, les Mau Mau étaient une maladie qui a été éradiquée et qu'il nous faut oublier à jamais ». Témoin de cette orientation, le journal conservateur britannique The Economist lui consacre en 1965 un article élogieux intitulé « Notre homme au Kenya ». La majorité des Britanniques quittent le Kenya et sont indemnisés par leur propre gouvernement et le gouvernement kényan. 120 000 des 176 000 Indiens quittent aussi le pays et, grâce à leur ancien passeport britannique, émigrent, pour la plupart, vers le Royaume-Uni. Dès décembre 1963, le Royaume-Uni fait signer au Kenya des accords militaires leur reconnaissant le droit d'utiliser le Kenya comme base militaire pour d'éventuelles opérations dans la région.
Sur le plan politique, Kenyatta instaure un régime à parti unique fondé sur la doctrine Haraambee (« Agir ensemble » en swahili). Le président pratique une politique autoritaire et clientéliste pour assurer l'unité nationale. Pourtant, selon l'historien britannique John Lonsdale, Kenyatta perpétue l'héritage colonial qui « institue un État et non une nation ». Son pouvoir repose sur « un féodalisme ethnique […] avec son contrat inégal de vassalité garanti par un discours normatif de l'ethnicité morale ».
En 1964 le parti minoritaire, le Kenya African Democratic Union (KADU), coalition de petites tribus craignant la domination des plus grandes, s'auto-dissout et rejoint le KANU. En 1966 est créé le Kenya People's Union (KPU), parti de gauche modeste mais jouant un grand rôle. Il était dirigé par Jaramogi Oginga Odinga, ex vice-président et sage Luo. Après une visite mouvementée de Kenyatta dans la province de Nyanza, le KPU est interdit et son chef emprisonné.
À la mort de Kenyatta le 22 août 1978, le vice-président Daniel arap Moi devient président par intérim, puis officiellement président le 14 octobre après avoir été élu à la tête du KANU et désigné comme son seul candidat.
En juin 1982 l'Assemblée nationale inscrit dans la Constitution le parti unique, mais cette clause est rejetée par le Parlement en décembre 1991. En décembre 1992 des élections multipartites donnent au KANU et son chef la majorité des sièges, et Moi est réélu pour un mandat de cinq ans, tandis que les partis d'opposition s'emparent de 45 % environ des sièges parlementaires.
Le nombre de partis politiques passa de 11 à 26 à la suite d'une libéralisation en novembre 1997. Après une courte victoire aux élections de décembre 1997, le KANU conserva sa majorité parlementaire, et Moi fut à nouveau élu.
Ne pouvant constitutionnellement se représenter en décembre 2002, Moi tenta sans succès de faire de Uhuru Kenyatta, fils du premier président du Kenya, son successeur. Une coalition disparate de partis d'opposition remporte les élections, et son chef, Mwai Kibaki, ancien vice-président de Moi, est élu président à une large majorité : 62,2 % des suffrages devant Uhuru Kenyatta (31,3 %) et trois autres candidats. Cette élection marque ainsi une alternance démocratiquement décidée dans les urnes.
Un premier projet de nouvelle constitution est rejeté en 2005 par un référendum. À l'élection présidentielle de décembre 2007, Mwai Kibaki est déclaré vainqueur face au principal opposant, Raila Odinga, contrairement aux tendances observées. Contestée par les observateurs de l'Union européenne qui demande un recomptage des bulletins de vote, cette annonce est immédiatement contestée par le camp d'Odinga et entraîne les plus grandes violences post-électorales survenues au Kenya. Fin février 2008, grâce à la médiation de Kofi Annan, l'ancien secrétaire général des Nations unies, un accord de partage du pouvoir entre le président Kibaki et Raila est signé et entériné à l'unanimité par le Parlement le 18 mars pour résoudre la crise. Il se matérialise par la nomination de Raila Odinga au poste de Premier ministre le 13 avril suivant. Quatre jours plus tard, il prête serment et un gouvernement de coalition est constitué.

### Nouvelle constitution en 2010
Le 4 août 2010, un référendum valide le texte de réforme de la Constitution, incluant une Charte des droits et libertés chère à Raila, et maintenant soutenue par Kibaki, par une majorité de 72,1 % de Kényans ayant participé au référendum populaire (70 % de votes favorables contre 30 % de défavorables). Cette constitution est promulguée par le président Mwai Kibaki le 27 août 2010.
Lors de l'élection présidentielle de 2013, Uhuru Kenyatta est déclaré vainqueur dès le premier tour, le 4 mars 2013 avec 50,07 % des suffrages devant Raila Odinga avec 43,31 %. Ce dernier conteste les élections et, conformément à la possibilité donnée par l'article 140.1 de la Constitution, dépose, en date du 16 mars 2013, une pétition à la Cour suprême pour contester la validité du scrutin présidentiel, arguant d'irrégularités,. La Cour rend son jugement le 30 mars suivant en déclarant que « l'élection générale fut libre et impartiale » et que « Uhuru et son colistier Ruto ont été valablement élus »,.
Uhuru Kenyatta est investi en tant que quatrième président du Kenya le 9 avril 2013 au centre sportif international Moi de Kasarani (Nairobi).
L'organisation État islamique et les chebabs multiplient les attaques au Kenya dans les années 2010, mettant en échec la politique sécuritaire du gouvernement. À ces attaques s'ajoute une instabilité politique interne dans les mois qui précèdent les élections générales d'août 2017. Le président sortant, Uhuru Kenyatta, est finalement réélu et affiche un score électoral de 54,28 % des suffrages exprimés. Son rival Raila Odinga parle à nouveau de fraudes. Des émeutes éclatent avant un appel au calme par Raila Odinga, qui s'en remet une fois encore à la Cour suprême. Celle-ci, à la surprise générale, lui donne cette fois raison et invalide les élections, qui sont réorganisés en octobre 2017. Cette décision montre une consolidation progressive des contre-pouvoirs au Kenya à la suite de la constitution de 2010. À la suite des modifications de la loi électorale avant ce nouveau scrutin, Raila Odinga se retire et appelle au boycott de l'élection. Finalement, le président sortant Uhuru Kenyatta remporte le nouveau scrutin avec 98,26 % des voix, mais la participation le 26 octobre 2017 n'est que de 38,8 % des électeurs inscrits, à comparer à 79 % le 8 août 2017, date de la première élection présidentielle annulée par la Cour suprême.

### Attentats au Kenya
- Le 7 août 1998, un attentat organisé par Al-Qaïda vise l'ambassade des États-Unis à Nairobi tuant 220 personnes et blessant plus de 5 500 autres.
- Le 28 novembre 2002, un attentat-suicide à la voiture piégée est commis contre le Paradise Hotel, situé en bord de mer à Mombasa et propriété d'un Israélien. L'explosion tue trois Israéliens et dix Kényans. Environ vingt minutes plus tôt, un missile sol-air était tiré en direction d'un Boeing 757 d'Arkia Israel Airlines. L'appareil qui venait de décoller de l'Aéroport international Moi n'est pas touché et atterrit sans encombre à Tel Aviv-Jaffa. Ces attentats sont attribués à Al-Qaïda[38].
- À partir de la fin du mois d'octobre 2011, une série d'attentats à la grenade attribuée à Harakat al-Chabab al-Moudjahidin est perpétrée :
  - 24 octobre, à Nairobi, une grenade est lancée dans un bar blessant douze personnes[39] puis une autre vers un arrêt de bus blessant 18 personnes et en tuant une autre[40]. Cette dernière est soupçonnée d'être l'auteur ;
  - 27 octobre, quatre personnes tuées et quatre autres blessées dans l'explosion d'une grenade lancée sur un pick-up transportant des personnalités académiques dans la ville de Mandera[41] ;
  - 5 novembre, deux tués — dont un garçon âgé de sept ans — et cinq blessés par le lancer de deux grenades — dont une qui n'a pas explosé — vers la propriété d'une Église pentecôtiste à Garissa[42] ;
  - 24 novembre, toujours à Garissa, trois tués et 27 blessés dans le lancer de deux grenades ; une dans le bar d'un hôtel et l'autre dans la rue[43] ;
  - nuit du 31 décembre, cinq tués et 26 blessés dans une attaque à la grenade et à l'arme automatique dans un pub à Garissa[44].
- Également attribués à Harakat al-Chabab al-Moudjahidin :
  - 21 septembre 2013 : attaque du centre commercial Westgate : 68 morts et 50 blessés ;
  - 2 avril 2015 : attaque de l'université de Garissa : 147 morts ;
  - 15 et 16 janvier 2019 : attentat de River Drive (en) : 21 morts et 30 blessés.
  - 5 janvier 2020 : attaque d'une base militaire américano-kényane à Lamu : trois morts[45]

### Catastrophes
- En 1993, 114 personnes meurent lors du déraillement du Jambo Kenya Deluxe (le train Nairobi-Mombasa). La locomotive et les cinq premiers wagons plongent dans la rivière Machakua à Dajarani alors qu'une crue avait emporté le pont ;
- le 20 août 2000, 25 personnes meurent brûlées vives et 36 autres sont brûlées à des degrés divers lorsqu'un train de marchandises, parti de Mombasa, percute en marche arrière des wagons en stationnement dans la gare de Marimbeti à Athi River. Plusieurs wagons contenant du gaz explosent[46] ;
- Le 5 mai 2007, le vol Kenya Airways 507 transportant 114 personnes s'écrase à une vingtaine de kilomètres de Douala au Cameroun. Il n'y a aucun survivant ;
- Le 31 janvier 2009 à Molo (en), un accident de la route impliquant un camion-citerne transportant de l'essence provoque la mort de 113 personnes et des blessures à environ deux cents autres lors de l'incendie du carburant transporté[47] ;
- Le 12 septembre 2011, à 8 h du matin, l'explosion d'un oléoduc, dans le bidonville de Sinai (Nairobi), tue 108 personnes et en blesse 160 autres. 118 personnes restent portées disparues[48] ;
- En 2011, alors que la grosse saison des pluies de mars à mai apporte des pluies abondantes allant de 40 à 100 l/m2 par semaine — détruisant parfois les récoltes — dans l'ouest du pays, l'est et le nord subissent une sécheresse inconnue depuis près de soixante ans[49], y apportant une crise alimentaire pour 3,2 millions de Kényans[50],[51];
- En 2021, la sécheresse fait à nouveau des ravages. Selon l’ONU, plus de 465 000 enfants de moins de 5 ans souffrent de malnutrition. L’insécurité alimentaire touche plus de 2,5 millions de personnes[11]. La sécheresse - la plus intense depuis le début des années 1980 - se poursuit en 2022, causant la mort de plus d’un million et demi de têtes de bétail et de milliers d’animaux sauvages[52].

## Société

### Démographie

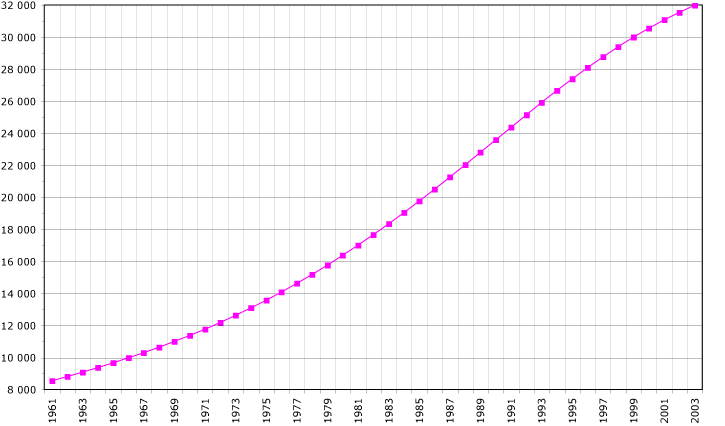
Évolution de la démographie entre 1961 et 2003 (chiffre de la FAO, 2005). Population en milliers d'habitants.

Le Kenya compte 70 groupes tribaux issus de trois ethnies différentes. Le groupe ethnique le plus important est d'origine bantoue (Kikuyu, Luhya, Meru, Embu). À part presque égale, le groupe d'origine nilotique (Maasaï, Luo, Kalenjin, Samburu, Pokot, Turkana). Vient ensuite le groupe d'origine couchitique (Orma, Somali, Borana).
Certains groupes, bien que considérés d'origine bantoue, ont une culture mixte (Kamba, Taita, les tribus swahilies formées par les Mijikenda).
Le pays compte aussi des minorités indiennes et européennes issues de la colonisation (les premiers ayant été enrôlés par les seconds).
Il doit aussi faire face à l'exode de populations victimes des conflits en Somalie ou de la guerre civile au Soudan.

### Langues
Les langues officielles sont le swahili et l'anglais (article 7.2 de la Constitution). La langue nationale est le swahili (article 7.1 de la Constitution) auquel s'ajoutent 51 dialectes (certains en voie de disparition) protégés et promus par les articles 7.3.a et b de la Constitution.

### Éducation
Depuis la rentrée scolaire de janvier 1985, le système éducatif kényan est basé sur un cycle de 8-4-4 débutant à l'âge de six ans.
- Huit ans d'enseignement primaire (primary school)
- Quatre ans d'enseignement secondaire (high school)
- Quatre ans d'enseignement supérieur (middle level college ou public university).

Cependant, certaines écoles internationales emploient le système éducatif britannique pour les enfants âgés de deux à dix-huit ans.
L'anglais et le swahili sont enseignés, en même temps, à l'école primaire. Ensuite, l'anglais devient la langue de référence pour l'apprentissage.
Le pays compte sept universités publiques dont la plus ancienne est l'université de Nairobi (University of Nairobi).
50 % de la population sait parler l'anglais, à des degrés divers. La langue anglaise est très présente dans les grands ensembles urbains (comme Nairobi et Mombasa), en revanche, à la campagne, et dans le monde rural, l'anglais est beaucoup moins présent, au profit du swahili. Si les jeunes ruraux apprennent l'anglais, cette langue devient ensuite moins utile, si le jeune reste à la campagne, et avec les années, il oublie la langue, en perdant son usage, car il parle la langue de son ethnie. En revanche, pour celui qui part pour la ville, ou ailleurs, la langue devient très utile, et de plus, pour communiquer avec d'autres ethnies (avec le swahili).[réf. nécessaire]
En 2020 et en raison de covid-19, le gouvernement kényan a pris la décision de suspendre l'année scolaire jusqu'en 2021.

### Santé
Les défis les plus connus pour la médecine kényane sont la lutte contre le SIDA, le paludisme et les infections dues à l'eau non potable qui contribuent au taux élevé de mortalité infantile. Cependant, depuis une décennie, les affections pneumopathiques sont en nettes augmentations et sont devenues la quatrième cause de mortalité toutes tranches d'âge comprises. L'institut kényan de recherche médicale (KEMRI) estime que, en 2011, 20 % de la mortalité juvénile est due à une pneumonie.
La pandémie de SIDA demeure la plus grande menace pour l'état de santé des Kényans, s'ensuivant une population croissante d'enfants orphelins le plus souvent, eux-mêmes atteints par la maladie.
Selon les conclusions d'une étude menée en 2001 à la demande du ministère kényan de la Santé, les résultats les plus alarmants ont été récoltés dans l'ancienne province de Nyanza : le pourcentage de femmes enceintes séropositives était de 25 %,. Selon une autre étude menée en 2004 par l'Institut des statistiques kényan, le district de Kisumu a le plus haut taux de séropositivité du pays avec 29 % de la population, 22 % des femmes âgées entre 15 et 22 ans et 69,1 % des malades hospitalisés. Le fait que les habitants de cette province — les Luo — ne pratiquent pas la circoncision augmente, selon plusieurs études et les précisions de l'OMS, le risque de contamination d'environ 60 %.
Le paludisme, les diarrhées et la fièvre typhoïde constituent les causes les plus importantes de décès chez les enfants de moins de cinq ans, et ce plus particulièrement pendant la saison des pluies et dans les bidonvilles périurbains qui ne bénéficient ni des services d'évacuation des eaux usagées ni de la collecte des déchets. L'étude de 2001 citée ci-avant révèle également que seulement 25 % des enfants dorment sous une moustiquaire.
La situation est aggravée par le coût élevé des traitements qui pousse une majorité d'habitants à recourir à une médecine traditionnelle ou à l'automédication.
Dans des hôpitaux privés, des patients sont séquestrés jusqu'à ce que les familles parviennent à réunir les sommes réclamées.

### Culture

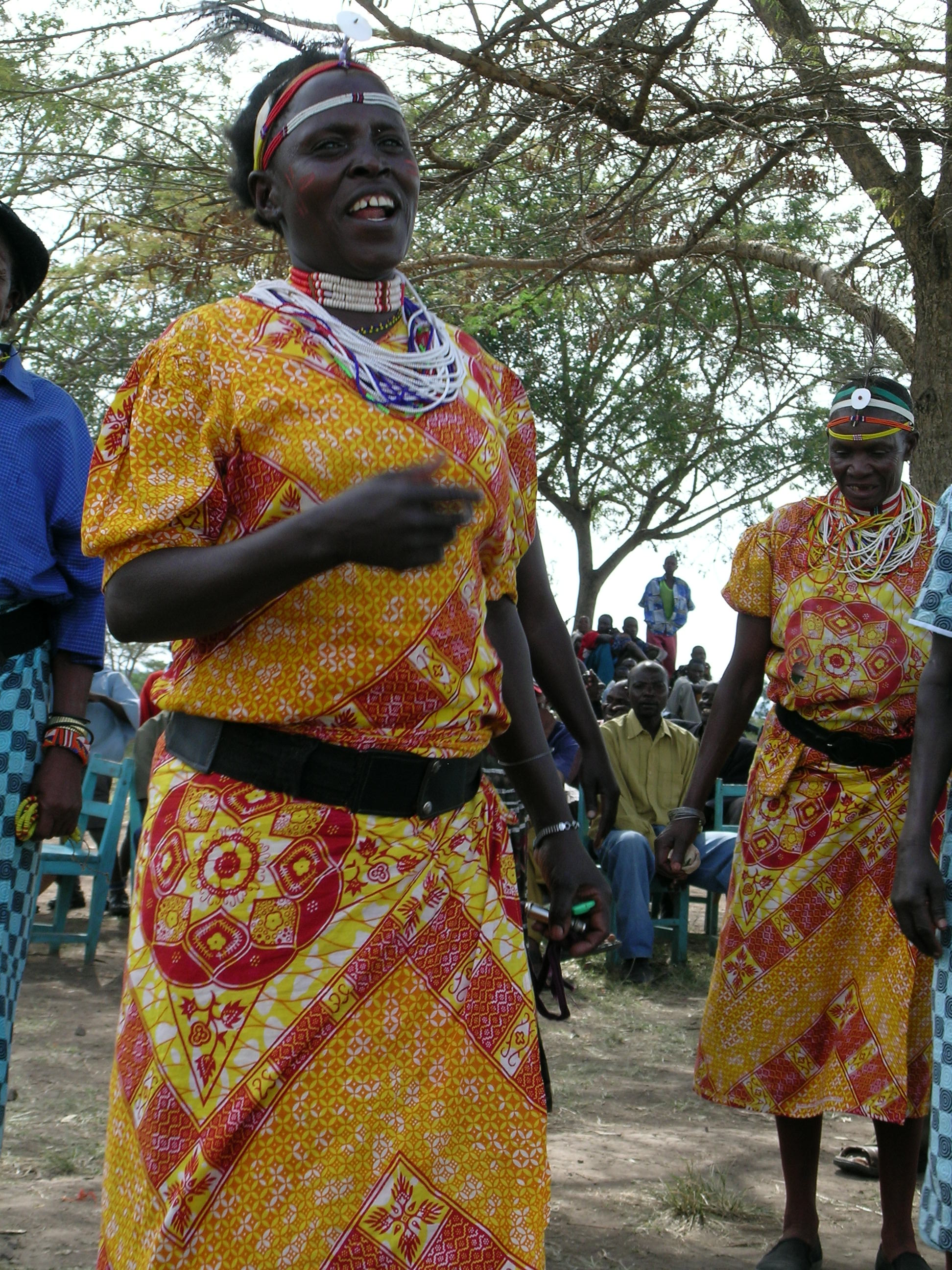
Chants et danses des Kurias.

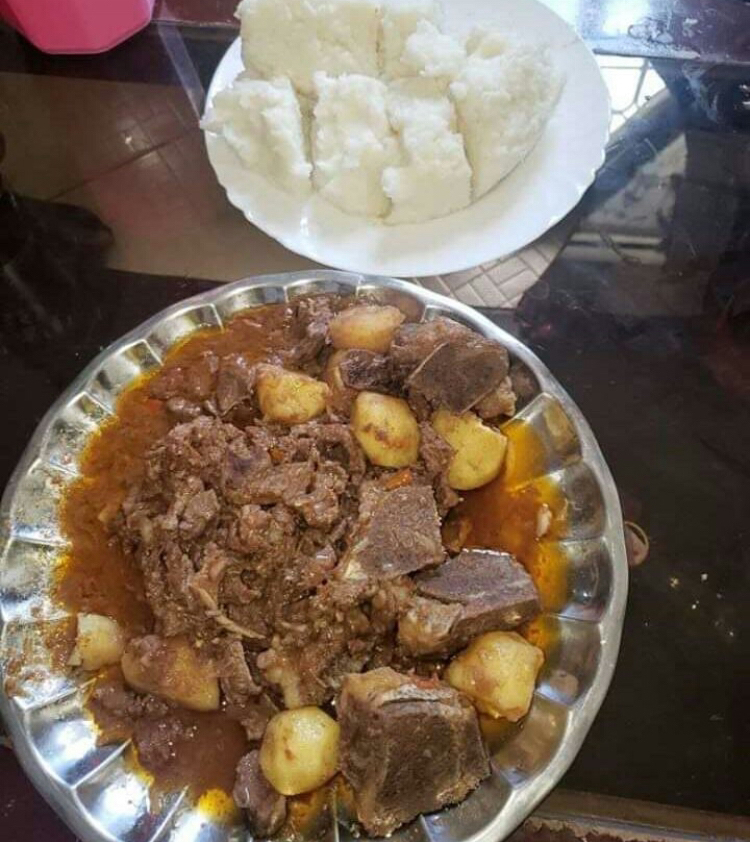
Ugali nyama, le plat national.

| Date              | Nom français    | Nom local                    | Remarques |
| ----------------- | --------------- | ---------------------------- | --- |
| 1er janvier       | Nouvel an       | New Year                     | |
| Variable          | Pâques          | Good Friday et Easter Monday | le vendredi précédant le dimanche de Pâques ainsi que le lundi suivant sont fériés                                                                       |
| 1er mai           | Fête du travail | Labour Day                   | |
| 1er juin          |                 | Madaraka Day                 | célèbre l'autonomie du pays (1er juin 1963) |
| 20 octobre        |                 | Mashujaa Day *               | en l'honneur des héros morts pour l'indépendance et célèbre l'anniversaire de l'arrestation, par les Britanniques, des Kapenguria six le 20 octobre 1952 |
| 12 décembre       | Fête nationale  | Jamhuri Day                  | marque les dates des 12 décembre 1963 (indépendance) et décembre 1964 (constitution de la république)                                                    |
| 25 et 26 décembre | Noël            | Christmas Day et Boxing Day  | |
| Variable          |                 | Idd-Ul-Fitr                  | marque la rupture du jeûne après le ramadan |

* Depuis le 27 août 2010, la nouvelle constitution a supprimé de la liste des jours fériés le Moi Day (10 novembre) et le Kenyatta Day est devenu le Mashujaa Day (« jour des héros morts pour l'indépendance »).

### Religions
Selon un recensement de 2019:
- chrétiens : 85,5 % :

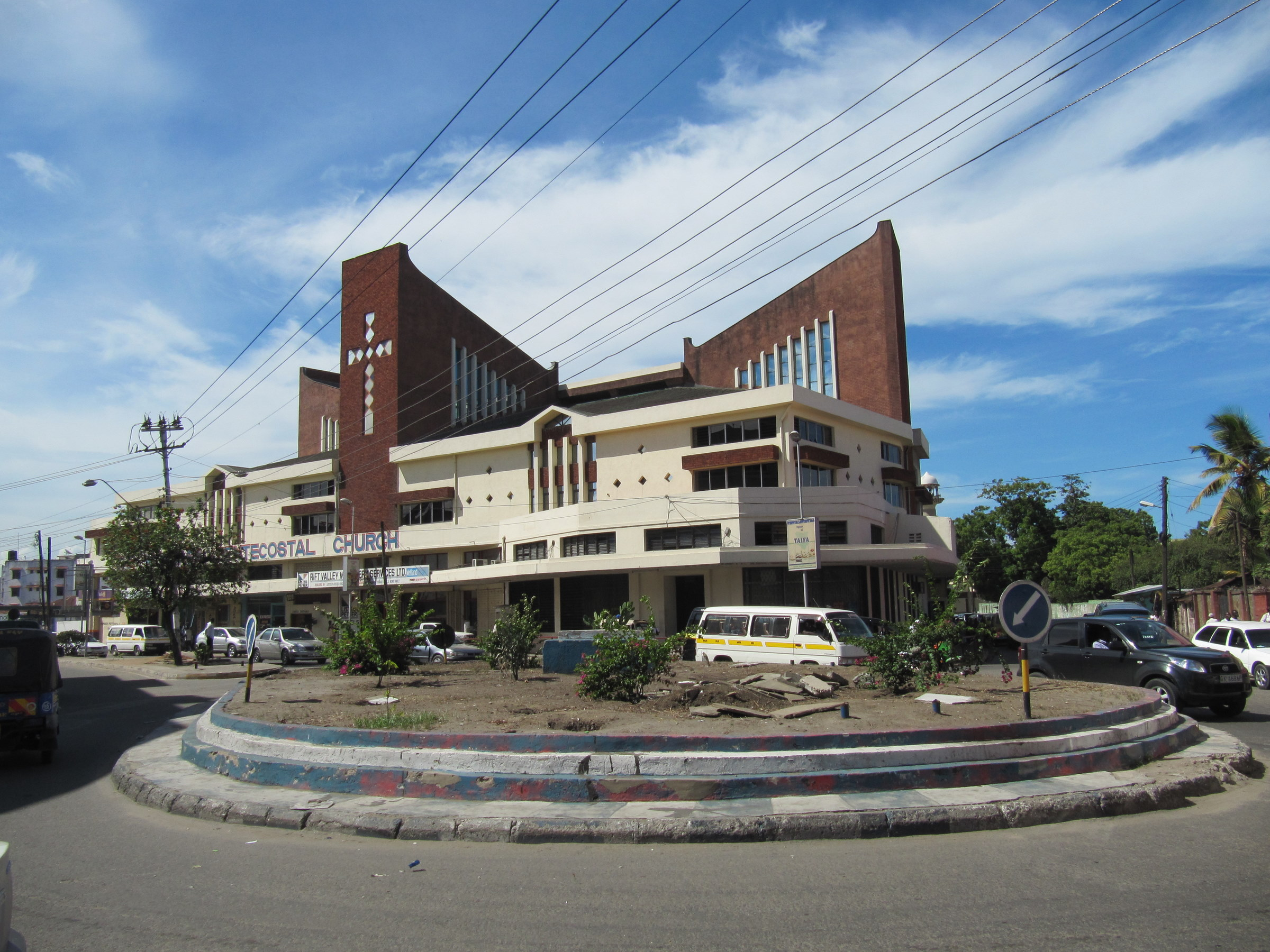
Église pentecôtiste de Mombasa

  - protestants : 53,8 % (principalement pentecôtistes, anglicans et calvinistes) ;
  - catholiques : 20,6 % ;
  - autres chrétiens : 11,1 % (principalement des églises africaines) ;
- musulmans : 10,9 % ;
- animisme (religions traditionnelles africaines) et autres : 1,8 % ;
- sans religion ou non indiqué : 1,8 %.

### Camps de réfugiés

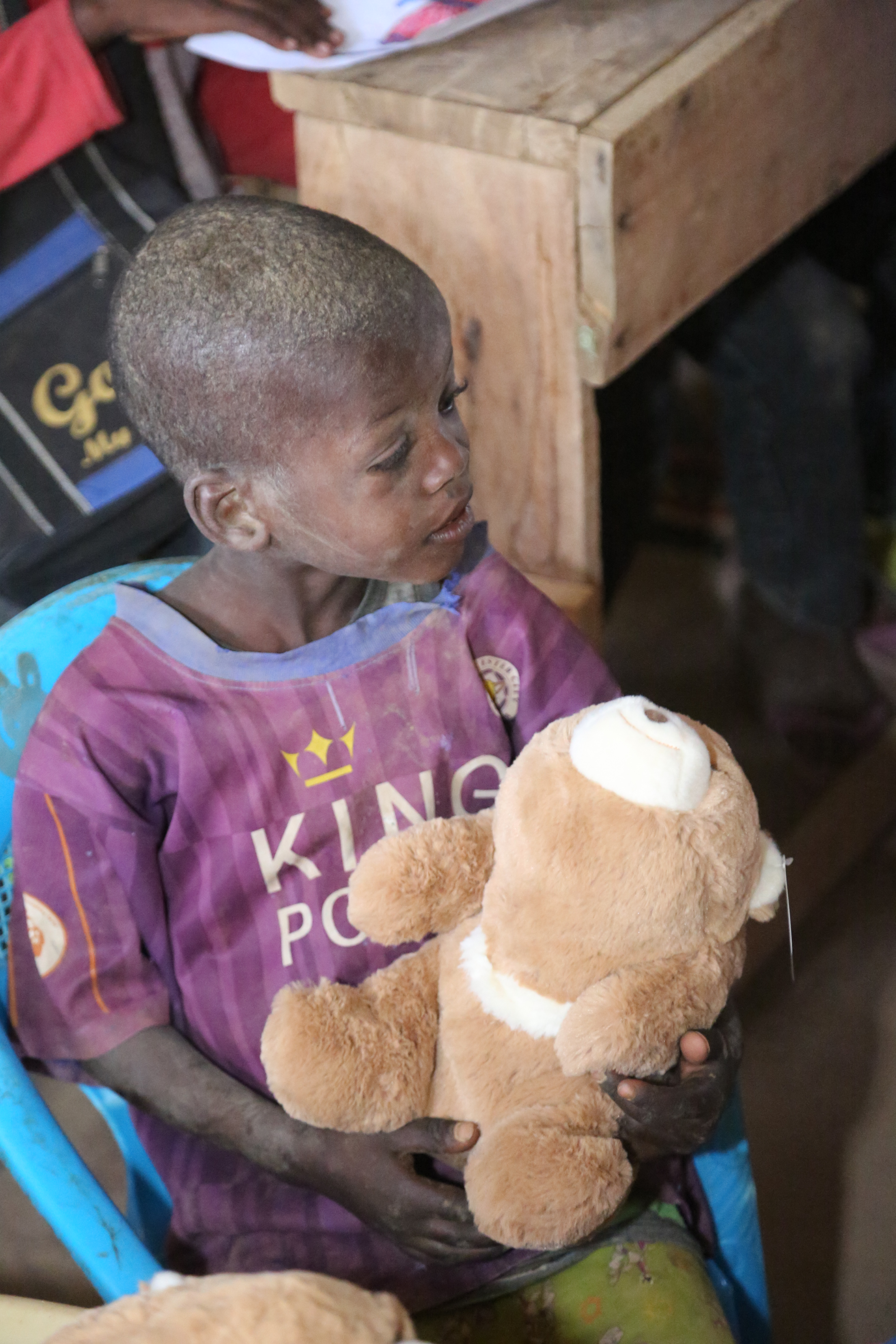
Enfant du Burundi réfugié au camp de Dadaab.

Le Kenya héberge sur son territoire divers camps de réfugiés, dont trois sont particulièrement actifs. Dadaab et Liboi (en) accueillent principalement des Somaliens, Kakuma accueillant principalement des Sud-Soudanais,,, des Éthiopiens, des Érythréens, des Burundais, des Rwandais, des Ougandais, des Congolais,…

### Énergie
Selon les chiffres officiels, en 2022, 87,5% de l'énergie produite au Kenya est produite par des sources d'énergie renouvelable.
Le Kenya est le septième plus grand producteur d'énergie géothermique au monde et le plus grand producteur géothermique d'Afrique. Le Kenya tire près de la moitié de son énergie (48%) de centrales géothermiques.

## Structure de l'État
Depuis l'acceptation par référendum populaire de la réforme de la Constitution en date du 4 août 2010, le Kenya est devenu un État où les pouvoirs exécutifs et législatifs sont décentralisés.
Seul le procureur général (Attorney General) est présent dans les trois niveaux de pouvoir (exécutif, législatif et judiciaire). Le président de la République et les membres du gouvernement national sont présents à l'exécutif et au législatif. Le président de la Cour suprême (Chief Justice) est présent à l'exécutif et au judiciaire.

### Pouvoir exécutif

#### Exécutif national
| Fonction                                     | Nom              | Parti                      | Depuis            |
| -------------------------------------------- | ---------------- | -------------------------- | ----------------- |
| Président                                    | William Ruto     | Alliance démocratique unie | 13 septembre 2022 |
| Vice-président                               | Rigathi Gachagua | -                          | 13 septembre 2022 |
| Procureur général (Attorney General)         | Githu Muigai     | -                          | 27 août 2011      |
| Président de la Cour suprême (Chief Justice) | David Maraga     | -                          | 19 octobre 2016   |
| Ministres                                    | au nombre de 18  |                            |                   |

Le président, élu par le peuple pour un mandat de cinq ans, nomme le vice-président et les ministres parmi les élus de l’Assemblée nationale. Il est aussi le ministre de la Défense et le chef de la police et nomme, avec l'approbation de l'Assemblée nationale, le procureur général (Attorney General) et le président de la Cour suprême (Chief Justice) ; ces derniers sont élus pour un mandat de dix ans non renouvelable.
Le rôle du procureur général est l'assistance juridique et la défense en justice des intérêts de l'État.
Le rôle du président de la Cour suprême, en tant que président de la Commission justice (Judicial Service Commission), est de veiller à ce que tous les actes commis par les pouvoirs exécutifs et législatifs soient conformes à la Constitution.
Jusqu'à l'élection présidentielle du 27 décembre 2007, pour être élu, un candidat doit non seulement remporter la majorité absolue, mais également au moins 25 % des voix dans au moins cinq des huit provinces du pays ainsi qu’avoir été élu député dans une circonscription. À partir de la Constitution de 2010, l'élection se tient tous les cinq ans, le deuxième mardi du mois d'août,. Pour être élu, un candidat doit non seulement remporter la majorité absolue, mais également au moins 25 % des voix dans au moins la moitié des comtés.
Si l'une des deux conditions n'est pas respectée, un deuxième tour est organisé dans les 30 jours entre les deux candidats ayant obtenu les meilleurs scores. Un candidat ne peut être élu pour plus de deux mandats.
En cas de vacance de la présidence, le vice-président assume les fonctions de président jusqu'au terme du mandat restant à courir.
La fonction de Premier ministre, créée le 13 avril 2008 pour sortir le pays des violences post-électorales de 2007-2008, est supprimée depuis le 9 avril 2013, date de la prestation de serment du premier président élu après les résultats définitifs de l'élection présidentielle du 4 mars 2013. Cette suppression est prévue par la Constitution de 2010.

#### Exécutifs locaux
Juridiquement, les provinces disparaissent le 28 mars 2013. Le pays est divisé en 47 comtés semi-autonomes (Counties) par rapport au gouvernement central. Ces entités peuvent lever des impôts ou adopter des règlements locaux (par ex. : urbanisme, police) ainsi que gérer les ressources naturelles, humaines et les infrastructures pour autant que leur décision ne soit pas contraire ni à la Constitution ni aux Lois de l'État. L'autorité exécutive des comtés est responsable des moyens qui lui sont apportés par l'exécutif national.
L'autorité exécutive de chaque comté comporte un gouverneur, un vice-gouverneur plus un maximum de dix membres élus pour un mandat de cinq ans. Le gouverneur et le vice-gouverneur sont élus à la majorité relative par le corps électoral du comté, les autres membres sont nommés par le gouverneur avec l'approbation de l'Assemblée locale.

### Pouvoir législatif

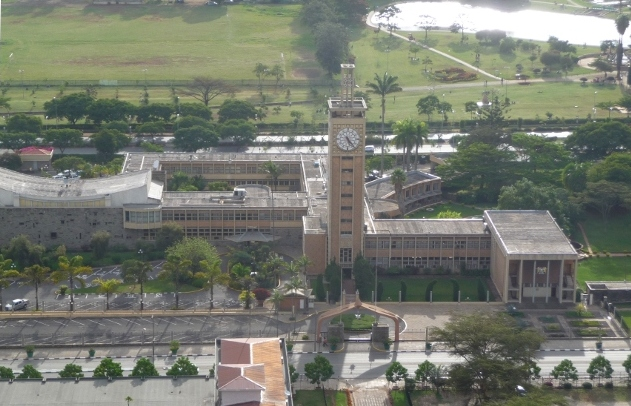
Le bâtiment du Parlement national

#### Parlement national
Avant les élections législatives du 4 mars 2013, le Parlement national comporte une seule chambre qui est l’Assemblée nationale ou Bunge composée de 224 membres, élus pour un mandat de cinq ans, dont 210 sont des élus directs issus des circonscriptions à siège unique, 12 sont nommés par les partis politiques et proportionnellement à leur représentation et deux membres ex officio, à savoir le président (Speaker) et le procureur général (Attorney General). Le Président actuel est Kenneth Marende.
Depuis les élections législatives du 4 mars 2013, le Parlement national est constitué de deux chambres dont les membres sont élus pour un mandat de cinq ans.
- L'Assemblée nationale est composée de 350 membres issus des 290 circonscriptions électorales (Constituencies) et des 47 comtés (Counties) que compte le pays ainsi que du procureur général de la République et d'un greffier.
  - 290 députés élus directs, un par circonscription électorale[C 4] dont un vice-président (Deputy Speaker), élu par et parmi ceux-ci.
  - 47 députés élus directs, un par comté[C 5].
  - 12 nommés par les partis politiques de la majorité et proportionnellement à leur représentation[C 6].
  - Un président (Speaker) ex officio, élu parmi les 290 élus directs des circonscriptions électorales[C 7]. À ceux-ci s'ajoute en tant que membre ex officio représentant le gouvernement, le procureur général (Attorney General), élu par le président de la république avec l'accord de l'Assemblée nationale.
- Le Sénat est composé de 68 membres issus des 47 comtés (Counties) que compte le pays.
  - 48 élus directs :
    - 47 élus directs, soit un par comté[C 8] dont un vice-président, élu par et parmi ceux-ci,
    - Un Président ex officio élu par et parmi les élus directs[C 9] ;

  - 20 élus par les élus directs :
    - 16 femmes nommées par les partis politiques et proportionnellement à leur représentation parmi les élus directs[C 10],
    - deux personnes (un homme et une femme) représentantes des intérêts des enfants et des jeunes[C 11],
    - deux personnes (un homme et une femme) représentantes des intérêts des personnes handicapées[C 12].

#### Parlements locaux
Chaque comté possède sa propre Assemblée renouvelée tous les cinq ans et composée de :
- un Président ex officio ;
- autant d'élus que le comté compte de subdivisions municipales (Ward). Si le nombre d'élus (hormis le président) est inférieur à 25, il est porté à 25.

### Pouvoir judiciaire

#### Commission justice

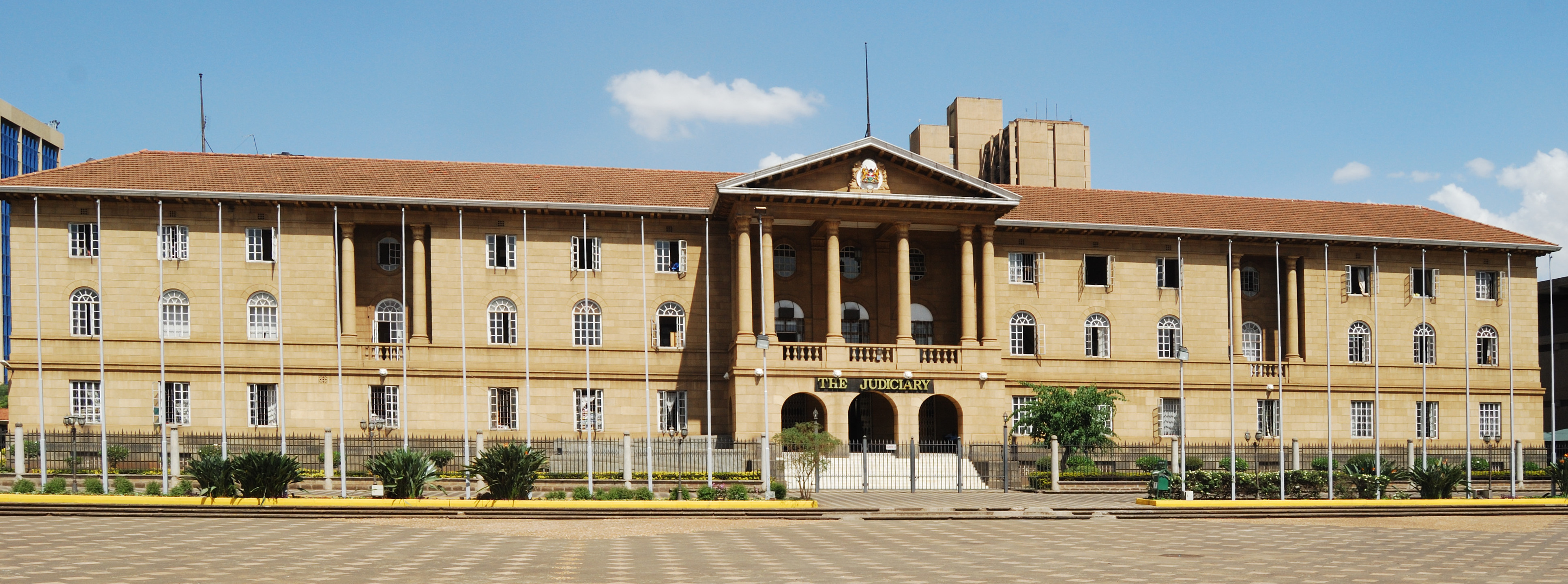
La cour de Justice où siège la « Commission justice ».

L'indépendance du pouvoir judiciaire vis-à-vis des deux autres niveaux de pouvoir est garanti par la Commission justice (Judicial Service Commission). Composée de cinq magistrats, du procureur général (Attorney General), de deux avocats, d'un membre de la Commission justice et de deux personnes de la société civile, elle est présidée par le président de la Cour suprême qui est, depuis le 19 octobre 2016, David Maraga.

#### Hautes Cours
- La Cour suprême (Supreme Court), ne siège qu'à Nairobi. Elle est composée d’un président (Chief Justice), d'un vice-président (Deputy Chief Justice) et d’un collège de cinq juges tous nommés par le président de la République avec l'approbation de l'Assemblée nationale.
- La Cour d'appel (Court of Appeal), qui est le deuxième plus haut niveau judiciaire n'a pas non plus de siège propre hors de Nairobi mais tient périodiquement des séances dans les autres grandes villes. Elle est présidée par un juge élu parmi et par les juges de la Cour d'appel.
- La Haute cour (High Court) possède quinze sièges au Kenya. C'est cette cour qui est, entre autres, compétente en première instance, pour les matières de Constitution et de révision des Lois. Pour au plus tard mars 2013, chaque comté aura son siège soit 47 pour l'entièreté du pays. Elle est présidée par un juge élu parmi et par les juges de la Haute Cour.

#### Cours d'instance
- Les tribunaux de première instance (Magistrates Courts) sont au nombre de 105 pour tout le pays. Ils sont présidés par un Chief Magistrate et sont compétents en matières civiles et criminelles.
- Tribunaux spécialisés :
  - le tribunal de la jeunesse (Children Court) n'a de siège qu'à Nairobi et à Mombasa mais peut tenir séance dans un des tribunaux de Première instance lorsque celui-ci n'y tient pas séance. Les juges de la jeunesse sont au nombre de 96 et nommés par le Chief Justice ;
  - le tribunal anti-corruption (Anti-Corruption Court). Les juges sont nommés par le Chief Justice ;
  - la Cour martiale ;
  - le tribunal du travail (Industrial Court) ;
  - le tribunal du commerce (Business Premises Tribunal) ;
  - justice de paix :
    - Land Disputes Tribunals. Compétent en matière de divisions et de limites de terrain,
    - Rent Restriction Tribunal. Compétent en matière de dispute entre propriétaires et locataires ;

  - les tribunaux musulmans (Kadhis Court). Ces tribunaux ont pour seules compétences les problèmes concernant la loi islamique et survenant entre personnes de foi musulmane. L'établissement d'un tribunal musulman est subordonné à l'accord de l'Assemblée nationale. La nomination d'un Chief Kadhis est soumise à l'approbation de la Commission justice.

#### Police
C'est en 1887 que le premier policier africain fut engagé par la Compagnie britannique impériale d'Afrique de l'Est afin de garder et de sécuriser son entrepôt de Mombasa.
Depuis la réforme de la police intervenue en 2007, le Kenya compte 191 hôtels de police et 12 bases pour les patrouilles qui sont sous le commandement d'un officier de police provincial (Provincial Police Officer). Il existe aussi une unité de la police maritime dépendant directement d'une hiérarchie basée à Kilindi-Mombasa et des unités spéciales de la police des aéroports dans les quatre aéroports internationaux du pays.

### Organisation administrative

Provinces du Kenya : voir légende ci-contre (officiellement, les provinces ne sont pas numérotées).

Jusqu'aux élections générales du 4 mars 2013, l'administration locale était divisée en sept provinces auxquelles s'ajoutait la zone de Nairobi. À la tête de chacune se trouvait un commissaire provincial (Provincial Commissioner) nommé par le président de la République et secondé par trois assistants commissaires (Deputy Provincial Commissioners). Les provinces (Mkoa) étaient subdivisées en districts (Wilaya), eux-mêmes subdivisés en divisions (Tarafa). Chaque division était constitué en localités (Mtaa) et sous-localités (Kijiji). La zone de Nairobi était dotée d’un statut spécial et n’était incluse dans aucun district ou province. Le gouvernement supervisait l’administration des districts et des provinces, qui étaient :
1. province centrale ;
2. province de la côte ;
3. province orientale ;
4. zone de Nairobi ;
5. province nord-orientale ;
6. province de Nyanza ;
7. province de la vallée du Rift ;
8. province occidentale.

Depuis les élections générales du 4 mars 2013, juridiquement, les sept provinces et la région de Nairobi disparaissent le 28 mars 2013 pour faire place aux 47 comtés ayant leur propre administration locale gérée par leur gouverneur.
Le président de la République, avec l'accord de l'Assemblée nationale, nomme, dans chaque comté, un commissaire régional (Regional Commissioner). Ce fonctionnaire (Public officer) a pour mission d'être le relais entre le pouvoir central et le pouvoir local.

### Organisation électorale

#### Jusqu'aux élections générales du 27 décembre 2007
Élection par scrutin populaire tous les cinq ans, le premier jour ouvrable après le Boxing Day :
- du président de la République ;
- de 210 élus directs à l'Assemblée nationale ;
- des membres des autorités locales (City, Town, Municipality et County Councils).

#### Depuis les élections générales du 4 mars 2013
Élection par scrutin populaire tous les cinq ans, le deuxième mardi du mois d'août :
- du président de la République ;
- du gouverneur de chaque comté ;
- de 290 élus directs à l'Assemblée nationale ;
- de 47 élus au Sénat ;
- des membres des Assemblées de comté ;
- des membres des autorités locales (City, Town, Municipality et Counties).

### Politique
Après avoir été, pendant près de 30 ans, un État soumis au régime du parti unique, le Kenya est devenu une république multipartite. Le président est à la fois chef de l’État et chef du gouvernement. Le pouvoir exécutif national est aux mains du gouvernement tandis que le pouvoir législatif est partagé entre le gouvernement et l’Assemblée nationale. Le pouvoir judiciaire est indépendant des deux premiers. Il existe un pouvoir exécutif régional, subordonné au pouvoir national, confié aux gouverneurs de province.
Bien que les structures sociales soient héritées de l'Empire britannique, la stratégie politique est portée vers les États-Unis dont le Kenya est le plus fidèle allié en Afrique de l'Est.
Le Kenya entretient également des liens avec l'union européenne matérialisée par la signature d'un contrat de partenariat économique qui assurera aux produits agricoles kenyans une entrée sur leur marché d'exportation principal .

#### Ministères
De 42 ministères et secrétariats d’État sous la présidence de Mwai Kibaki, leur nombre est passé à 18 ministères sous la présidence d'Uhuru Kenyatta :
- ministère de l'Intérieur et de la Coordination du gouvernement national ;
- ministère des Dévolutions et du Plan ;
- ministère de la Défense nationale ;
- ministère des Affaires étrangères ;
- ministère de l’Éducation, des Sciences et des Technologies ;
- ministère des Finances ;
- ministère de la Santé ;
- ministère du Transport et des Infrastructures ;
- ministère de l'Environnement, de l'Eau et des Ressources naturelles ;
- ministère du Territoire, du Logement et du Développement urbain ;
- ministère des Technologies de l'information et de la communication ;
- ministère des Sports, de la Culture et des Arts ;
- ministère du Travail, de la Sécurité sociale et des Services publics ;
- ministère de l’Énergie et du Pétrole ;
- ministère de l'Agriculture, de l’Élevage et de la Pêche ;
- ministère de l'Industrie et du Développement des entreprises ;
- ministère du Commerce et du Tourisme ;
- ministère des Mines.

#### Relations diplomatiques
Le Kenya possède des représentations diplomatiques dans 44 pays afin de couvrir ses relations bilatérales avec 100 pays et sept organisations internationales dans le monde :
- 18 missions en Afrique ;
- trois missions en Amérique du Nord plus un consulat à Los Angeles ;
- une mission en Amérique du Sud ;
- sept missions en Asie ;
- 13 missions en Europe ;
- cinq missions au Moyen-Orient ;
- une mission en Océanie.

Ces missions sont appelées Embassy (« ambassade »), avec à leur tête un ambassadeur, dans la plupart des pays sauf ceux faisant partie du Commonwealth où elles sont appelées Hight Commission (« haut-commissariat »), avec à leur tête un haut-commissaire.

##### Afrique
- Afrique du Sud
  - Pretoria (haut commissariat)
- Botswana
  - Gaborone (haut commissariat)
- Burundi
  - Bujumbura (ambassade)
- Égypte
  - Le Caire (ambassade)
- Éthiopie et Union africaine
  - Addis-Abeba (ambassade)
- Libye
  - Tripoli (ambassade)
- Namibie
  - Windhoek (ambassade)
- Nigeria
  - Abuja (haut commissariat)
- Ouganda
  - Kampala (haut commissariat)
- République démocratique du Congo
  - Kinshasa (ambassade)
- Rwanda
  - Kigali (ambassade)
- Somalie
  - Nairobi (ambassade)[note 5]
- Soudan
  - Khartoum (ambassade)
- Soudan du Sud
  - Djouba (ambassade)
- Tanzanie
  - Dar es Salam (haut commissariat)[note 6]
- Zambie
  - Lusaka (haut commissariat)
- Zimbabwe
  - Harare (ambassade)
- Office des Nations unies à Nairobi
  - Nairobi (mission permanente)
  - capvert

##### Amérique du Nord

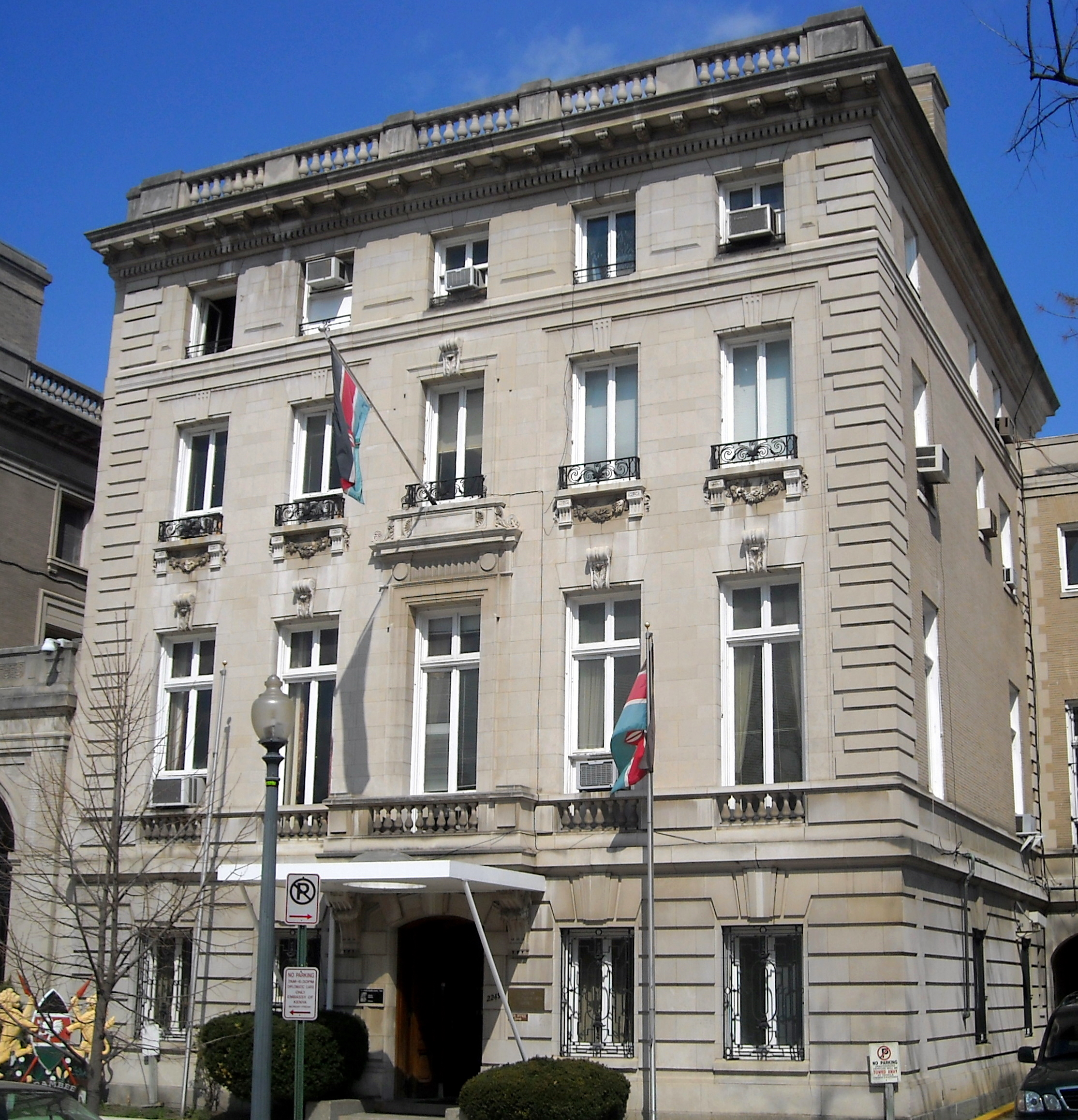
L'ambassade de Washington, D.C..

- Canada
  - Ottawa (haut commissariat)
- États-Unis
  - Washington, D.C. (ambassade)
  - Los Angeles (consulat général)
- ONU
  - New York (mission permanente)

##### Amérique du Sud
- Brésil
  - Brasilia (ambassade)

##### Asie
- Chine
  - Pékin (ambassade)
- Corée du Sud
  - Séoul (ambassade)
- Inde
  - New Delhi (haut commissariat)
- Japon
  - Tokyo (ambassade)
- Malaisie
  - Kuala Lumpur (haut commissariat)
- Pakistan
  - Islamabad (haut commissariat)
- Thaïlande
  - Bangkok (ambassade)

##### Europe
- Allemagne
  - Berlin (ambassade)
- Autriche
  - Vienne (ambassade)

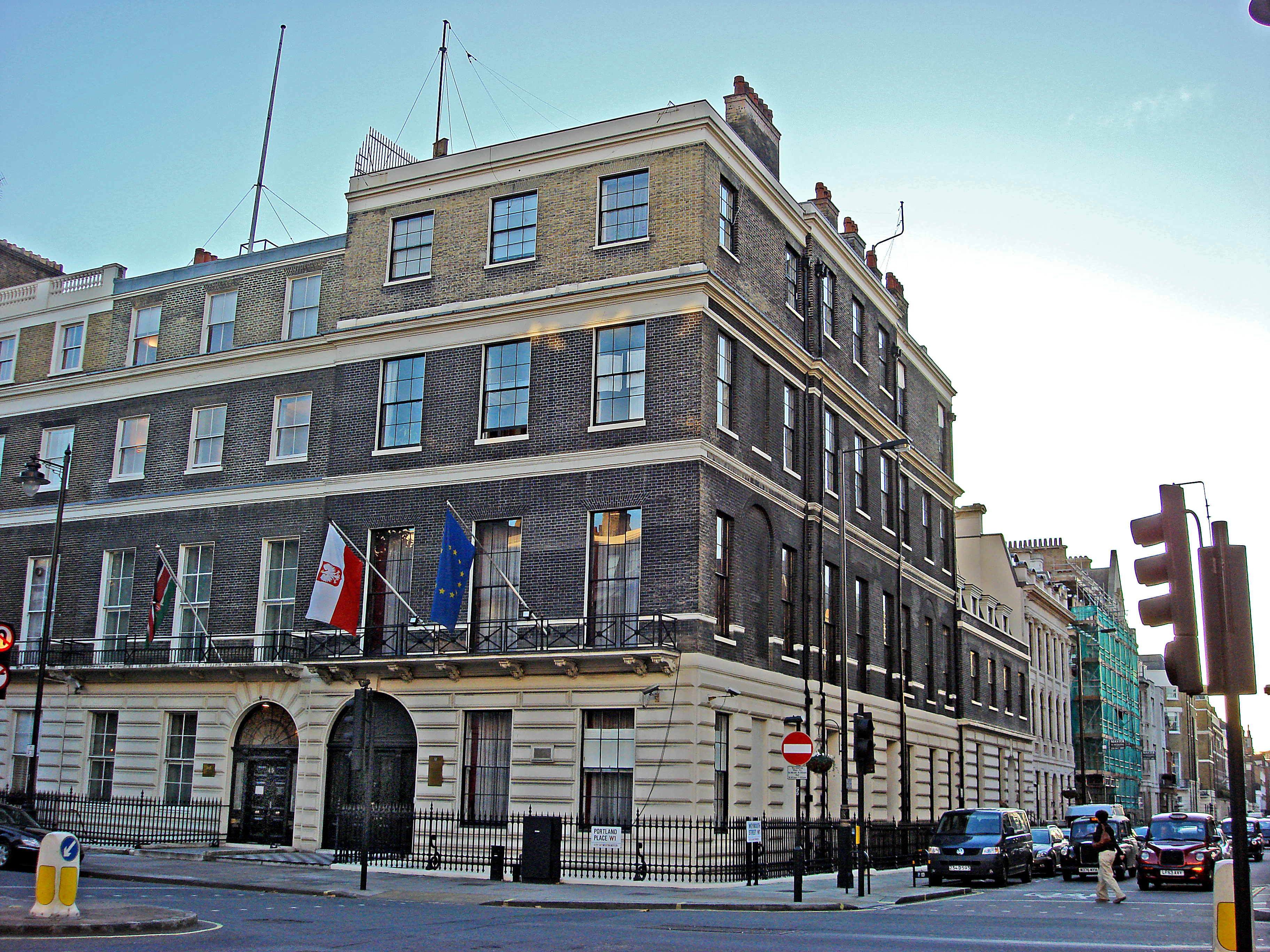
Haut commissariat de Londres (à gauche sur la photo)

- Belgique,  Union européenne et Pays d'Afrique, Caraïbes et Pacifique
  - Bruxelles (ambassade)
- Espagne
  - Madrid (ambassade)
- France
  - Paris (ambassade)
- Irlande
  - Dublin (ambassade)
- Italie
  - Rome (ambassade)
- Pays-Bas
  - La Haye (ambassade)
- Royaume-Uni
  - Londres (haut commissariat)
- Russie
  - Moscou (ambassade)
- Suède
  - Stockholm (ambassade)
- UNESCO
  - Paris (mission permanente)
- ONU
  - Genève (mission permanente)

##### Moyen-Orient
- Arabie saoudite
  - Riyad (ambassade)
- Émirats arabes unis
  - Abou Dabi (ambassade)
- Iran
  - Téhéran (ambassade)
- Israël
  - Tel Aviv-Jaffa (ambassade)
- Koweït
  - Koweït City (ambassade)

##### Océanie
- Australie
  - Canberra (haut commissariat)

#### Alliances et traités
- ONU, adhésion le 16 décembre 1963[74]
  - UNESCO, adhésion le 7 avril 1964
  - OMS
  - UNICEF
  - CPI, signature le 11 août 1999 et ratification le 16 mars 2005 du Statut de Rome
- Organisation de l'unité africaine, adhésion le 16 décembre 1963 jusqu'à la dissolution le 9 juillet 2002
  - Charte africaine des droits de l'homme et des peuples, ratification le 23 janvier 1992
  - Charte africaine des droits et du bien-être de l'enfant, ratification le 25 juillet 2000
- Union africaine, adhésion le 9 juillet 2002
  - CPS, adhésion en 2003
- Pays ACP, adhésion le 28 février 1975
- COMESCA, adhésion le 21 décembre 1981
- Communauté d'Afrique de l'Est, adhésion le 7 juillet 2000[note 7]
- Mouvement des non-alignés (pays membre)

## Économie

### Monnaie

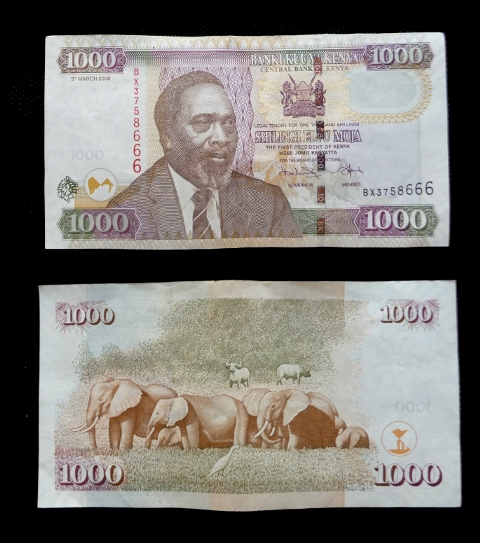
Billet de 1000 KES.

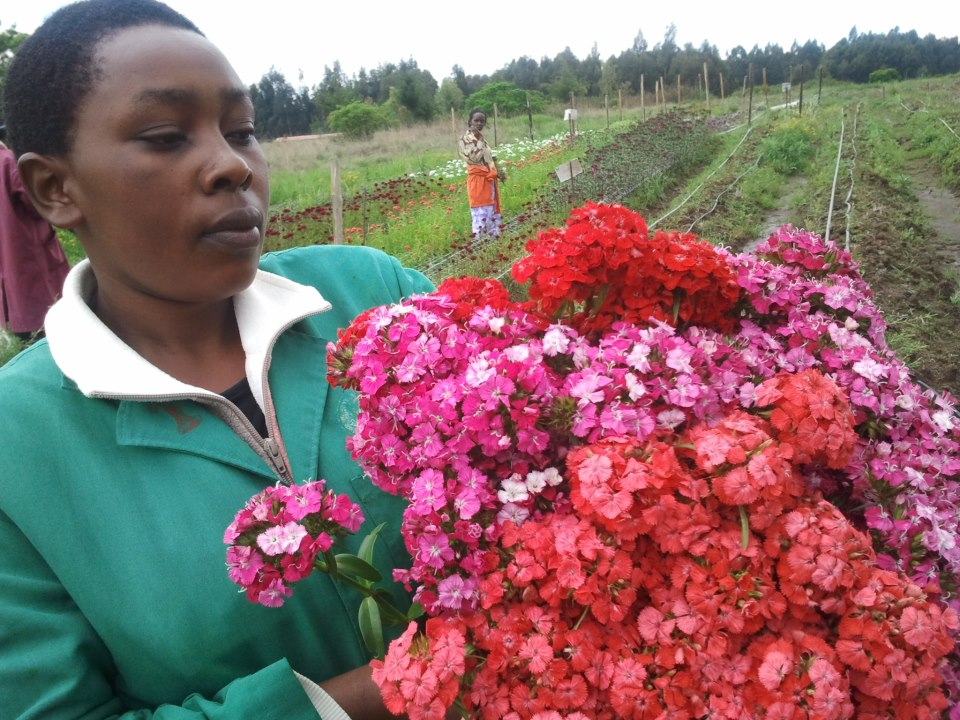
Production de fleurs.

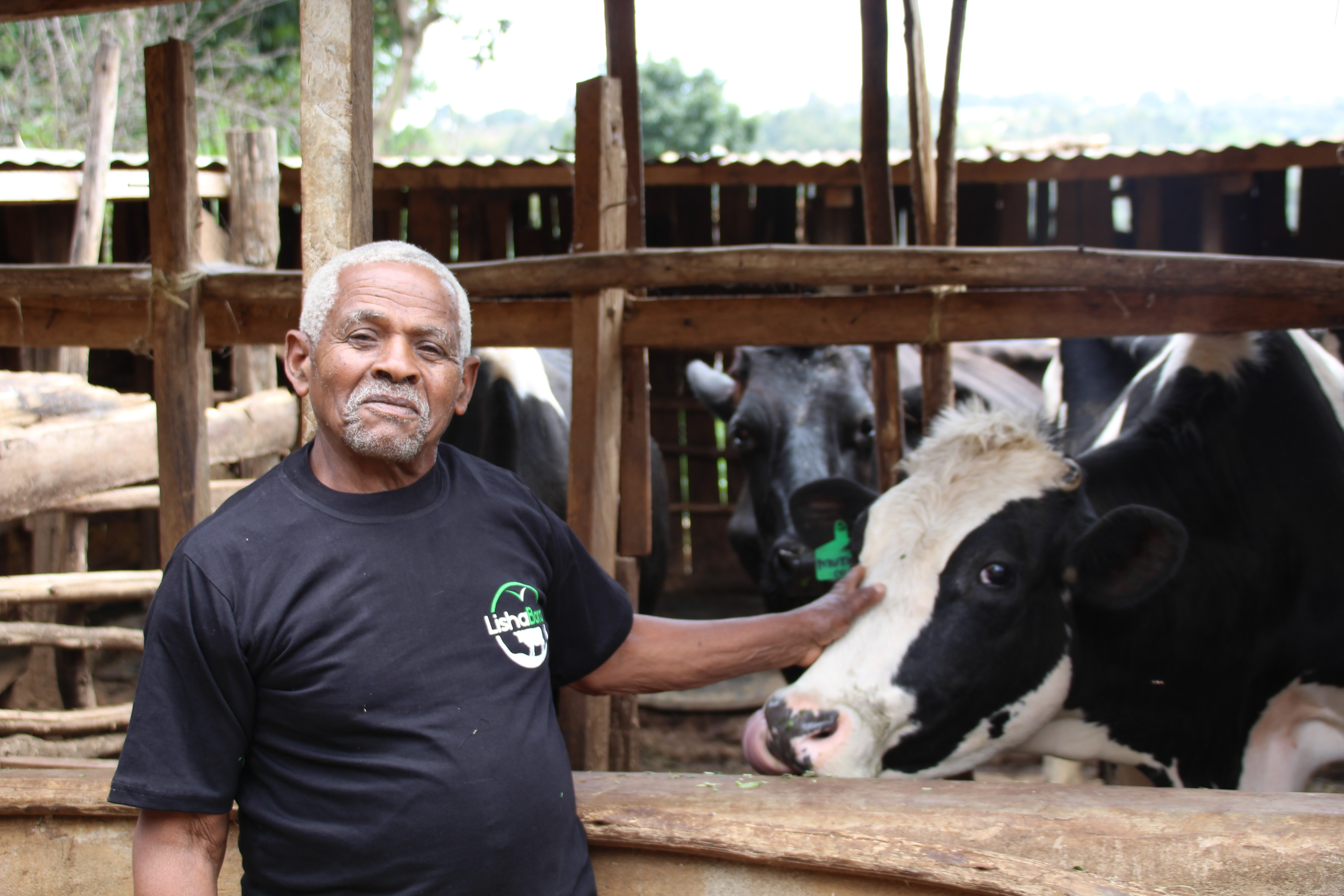
Une industrie laitière en expansion.

La monnaie nationale est le shilling kényan (KES) = 100 cents. Elle est émise par la Banque centrale du Kenya.

Valeurs monétaires en cours depuis 2003 :
- billets à l'effigie de Jomo Kenyatta : 50, 100, 200, 500 et 1 000 KES
- pièces
  - à l'effigie de Jomo Kenyatta : 50 cents, 1, 2, 5, 10 et 20 KES,
  - à l'effigie de Mwai Kibaki : 40 KES

### Indicateurs économiques
Selon le FMI, en 2010, le PIB nominal est de 32 417 millions d'USD tandis que le PIB par habitant est de 888 USD. Le taux de croissance par rapport à l'année précédente est de 2,1 %. Le taux d'inflation est de 4,2 %. Le solde budgétaire est égal à - 6,3 % du PIB et la balance commerciale est en déficit de 2,024 millions d'USD. Le pays est classé 108e à l'IPE avec un score de 51,4 sur un maximum de 100. Le Kenya exporte pour 5 443 millions USD et importe pour 11 870 millions USD en 2011. Cependant les termes d'échanges sont défavorables, car ils ont un déficit de -6,427 millions (calcul exportation - importation). Seulement 41% de la population a accès à un compte bancaire (données de 2021). En 2024, le Kenya est classé en 96e position pour l'indice mondial de l'innovation.
Part des principaux secteurs d’activités dans le PIB en 2009 :
- secteur primaire : 25,3 %
  - agriculture et forêts : 24,4 %
- secteur secondaire : 16,3 %
  - fabrication et transformation : 9,5 %
  - construction : 4,4 %
  - électricité et eau potable : 2,4 %
- secteur tertiaire : 58,4 %
  - commerce de gros et de détail : 10 %
  - transport et communications : 9,8 %
  - enseignement : 6 %
  - intermédiation financière : 5,7 %
  - locations et services immobiliers : 5,1 %
  - administration publique et défense : 4,5 %
  - santé : 2,7 %

### Balance commerciale
| | 2005         | 2006         | 2007         | 2008         | 2009         |
| --- | ------------ | ------------ | ------------ | ------------ | ------------ |
| exportations | 260 423,071  | 250 993,689  | 274 657,578  | 344 946,664  | 344 948,994  |
| importations | 443 092,766  | 521 482,804  | 605 116,797  | 770 651,183  | 788 096,744  |
| balance | −182 699,695 | −270 489,115 | −330 459,219 | −425 704,518 | −443 147,749 |
| déficit commercial annuel | 170,14 %     | 207,77 %     | 220,32 %     | 223,41 %     | 243,56 %     |
| Le plus bas déficit commercial depuis 2000 a été atteint en 2002 avec un déficit de 88 426,670 millions de shilling (152,24 %) |              |              |              |              |              |

Parts des principaux clients en 2009 :
- COMESA : 32 %
  - Ouganda : 12,54 %
- Union européenne : 27,73 %
  - Royaume-Uni : 11,82 %
  - Pays-Bas : 8,13 %
- Tanzanie : 8,44 %
- États-Unis : 5,37 %
- Pakistan : 4,65 %

Parts des principaux fournisseurs en 2009 :
- Union européenne : 17,63 % (plus gros fournisseur : le Royaume-Uni avec 4,68 %)
- Émirats arabes unis : 11,38 %
- Inde : 9,91 %
- Chine : 9,46 %
- Afrique du Sud : 8,95 %
- États-Unis : 6,35 %
- Japon : 6,20 %

Parts des principaux produits exportés en 2009 :
- thé : 21,3 %
- horticulture et fleurs coupées : 20,2 %
- café : 4,7 %
- carbonate de soude : 2,6 %
- produits pétroliers : 2,1 %

Parts des principaux produits importés en 2009 :
- pétrole brut : 6,91 %
- pétrole raffiné : 6,64 %
- mais : 4,31 %
- huiles culinaires : 3,42 %
- matériaux plastiques : 3,36 %
- matériel électrotechnique : 3,25 %
- kérosène, carburant pour l'aviation et huiles combustibles : 3,24 %
- produits médicaux et pharmaceutiques : 2,92 %

### Secteurs commerciaux
Les exportations de la France vers le Kenya sont de 104 M€ en 2005 (recul de 2,2 % entre 2004 et 2005).
Les importations françaises du Kenya sont de 92 M€ en 2005 (croissance de 27,6 %) (mission économique).
Consulat (s) de France : Nairobi (ambassade), Mombasa (agence consulaire) Communauté française au Kenya : 893 immatriculés (2005) Communauté kényane en France : 630 résidents (décembre 2005)
Le Kenya est un pays qui a peu ou pas de ressources minérales ; un potentiel agricole borné à un cinquième du territoire et complètement exploité[réf. nécessaire] ; un espace physique ne facilitant pas les transports. L’agriculture employait 19 % de la population active et représentait 15,8 % du PIB en 2005[réf. nécessaire]. En revanche, il dispose de sources d'énergie renouvelable importantes, à travers l'exploitation hydroélectrique du bassin de la Tana et la géothermie récupérant l'énergie du Rift est-africain. L'exploitation de cette dernière sur différents sites, selon un plan lancé dans les années 1980, fournit au pays le quart de sa production électrique en 2015 et le plaçant au 8e rang mondial.
Le Kenya atteint l'autosuffisance pour l'ensemble des denrées alimentaires de base. La première culture vivrière est le maïs, qui couvre 62 % des terres cultivables (2,20 millions de tonnes en 2005). Le sorgho, les pommes de terre, les haricots, les arachides et le tabac sont également cultivés sur les hauts plateaux, principale région agricole. La canne à sucre, le blé, le manioc, l'ananas, le coton et les noix de cajou sont produits sur les plaines côtières.

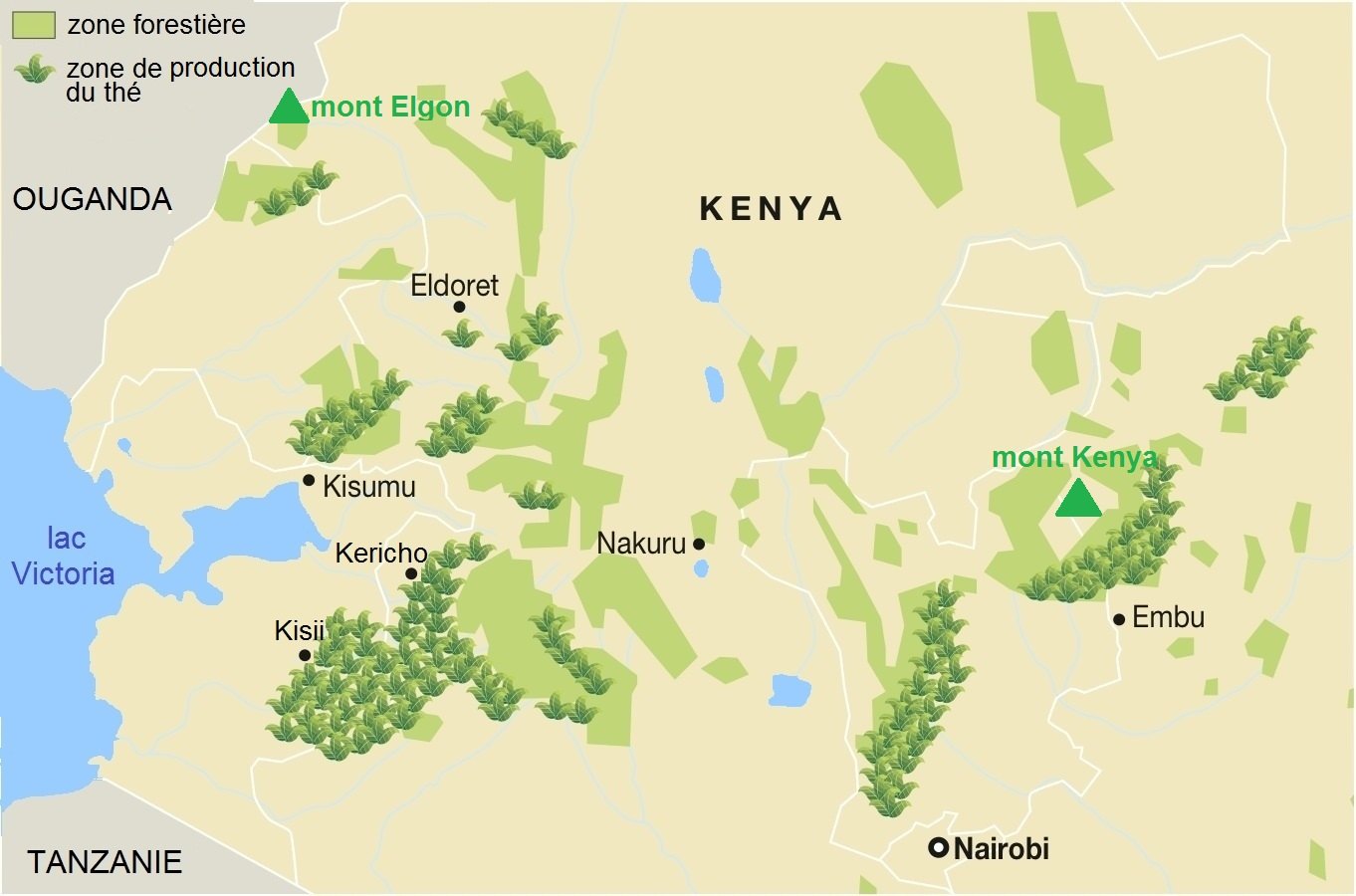
Zones forestières et de production du thé.

La principale culture commerciale est le thé (295 000 tonnes en 2005), suivie de loin par le café.
Le Kenya était troisième au palmarès producteurs mondiaux de thé sur la décennie 2010. C'est par ailleurs le premier producteur mondial de thé noir, et qui a augmenté sa récolte de plus d'un sixième en 2016, grâce à des pluies abondantes. Il a mené ses producteurs africains de thé, qui ont affiché une hausse de 10 % de la récolte à l'échelle du continent, en seulement deux ans.
Une industrie des fleurs coupées (production, transformation et vente) s'est développée. Elle fait vivre 500 000 Kényans et rapporte à l'économie nationale deux cents millions de dollars par an, constituant la troisième source d'entrée de devises du pays, après le thé et le tourisme. Ce secteur représente 15 % de ses exportations. Ainsi, le Kenya est devenu le premier fournisseur de roses vers l'Union européenne. Selon le conseil de production des fleurs au Kenya, cette industrie a connu chaque année une forte croissance en volume et en quantité de ses exportations. En 1988, le Kenya a exporté 10,986 tonnes de fleurs coupées exportées, ce chiffre grimpe à 86,480 tonnes en 2006 pour atteindre 117,713 tonnes en 2009. Ce qui représente une multiplication par onze de sa quantité de production en vingt ans.
Toutes ces fleurs sont exportées vers la bourse aux fleurs d'Amsterdam : Aalsmeer. Ces fleurs sont ensuite réexpédiées dans les États du monde entier et notamment au sein même de l'Europe.
L'élevage pour la viande et les produits laitiers est important. En 2005, le Kenya possédait environ douze millions de têtes de bovins, dix millions d'ovins et douze millions de caprins. La pêche, essentiellement pratiquée dans les fleuves et les lacs de l'intérieur, suffit à satisfaire le marché local.
Le secteur minier occupe une place très faible dans l'économie kényane (soude, sel, fluor et minerais). D'importants gisements de plomb et d'argent ont cependant été découverts près de Mombasa. Bien qu'en expansion, le secteur industriel occupe une place modeste au sein de l'économie locale : en 2003, il occupait 20 % de la population active et représentait 19,6 % PNB. Il concerne essentiellement l'agroalimentaire, dont la production est destinée à la consommation locale.
La production hydroélectrique des barrages de Kiambare et de Turkwell constitue la plus grande richesse industrielle du pays. Le Kenya est lourdement endetté, sa dette extérieure brute représentant près de la moitié de son PNB (47,5 % en 2003). Les devises apportées par le tourisme (339 millions de dollars en 1999) ne suffisent pas à équilibrer la balance des paiements.
Le commerce extérieur demeure déficitaire (- 36,4 % en 2003). Les principaux clients sont les pays africains, notamment l’Ouganda, suivis de ceux de l’Union européenne, notamment le Royaume-Uni et l’Allemagne. Les importations proviennent essentiellement du Royaume-Uni, d'Allemagne, des Émirats arabes unis et du Japon (pétrole brut, machines-outils, automobile, fer et acier, produits pharmaceutiques et engrais).
Le secteur des services employait 62 % de la population et représentait 64,7 % du PIB, en 2003.

### Tourisme
Une forme de tourisme durable s'est intéressé aux villages les plus épargnés par le tourisme de masse, perdus dans leurs terres ancestrales, au sein d'une réserve privée, sur les rives de la rivière Uaso Nyiro, entre les zones arides du nord  et les monts Aberdares, à la limite nord du plateau de Laikipi 
Au sein de cette activité un "organisme Ol Malo" a fait le choix d'amener les touristes chez les habitants sur une base strictement non commerciale et en contribuant à éradiquer une maladie locale provoquant la cécité, en opérant 200 personnes et en installant des structures de soin et d'éducation sanitaire dans le pays. Il a reçu un des grands prix remis lors de l'édition 2006 du salon World Trade Market, à Londres.

### Diaspora
Les membres de la diaspora kényane, inscrits auprès de leur ambassade en 2011, sont environ 2,5 millions. Selon la Banque centrale du Kenya, ils injectent, annuellement, plusieurs millions d'USD dans l'économie interne sous forme de transferts d'argent intrafamiliaux. Environ 50 % proviendraient des États-Unis et du Canada et 27 % de l'Union européenne.
| 2005    | 2006    | 2007    | 2008    | 2009    | 2010    | 2011    | 2012      | 2013      |
| ------- | ------- | ------- | ------- | ------- | ------- | ------- | --------- | --------- |
| 382,153 | 407,593 | 573,643 | 611,241 | 609,156 | 641,943 | 891,129 | 1 170,892 | 1 290,577 |

Ces montants ne tiennent compte que des transferts effectués au travers des banques ou des sociétés de transfert cash to cash tel Western Union.

### Fortunes
Le classement 2011 du magazine économique Forbes répertorie deux Kényans dans les quarante plus grandes fortunes d'Afrique :
- l'homme politique Uhuru Kenyatta, classé 26e avec une fortune de cinq cents millions d'USD[86] ;
- l'homme d'affaires Chris Kirubi, classé 31e avec une fortune de trois cents millions d'USD[87].

## Transport
Deux routes transafricaines traversent Kenya:
- Transafricaine 4, Le Caire - Le Cap
- Transafricaine 8, Lagos - Mombasa

Le seul port international maritime du Kenya est le port Kilindini à Mombasa.

### Chemin de fer
Le 31 mai 2017 a été inauguré la nouvelle ligne de chemin de fer Mombasa-Nairobi. La ligne de 472 kilomètres, sur un dénivelé de quelque 1 600 mètres, a été financée et réalisée en trois ans par la China Road and Bridge Corporation (CRBC). Elle comporte neuf stations et 98 ponts. Le train d'une capacité de 1 200 passagers, permet de relier la capitale à la ville côtière en quatre heures à une allure de 120 km/h. Elle remplace l'ancienne ligne construite entre 1896 et 1900 par les colons britanniques, dans un état de délabrement avancé, avec son Lunatic Express qui mettait entre dix et vingt heures pour relier les deux villes,. Il y a un projet de réhabiliter l'ancienne ligne Mombasa-Kisumu actuellement en très mauvais état, mais sans échéancier fixé.

## Corruption et criminalité
Selon l'indice 2010 de perception de la corruption établi par Transparency International, le Kenya est classé 154e avec un score de 2,1 sur 10.
En 2009, les actes criminels rapportés se répartissent comme suit :
- impliquant des personnes :
  - homicides : 2 218,
  - moralité : 4 068,
  - touristes : 5,
  - autres : 20 539 ;
- vols :
  - qualifiés : 2 938,
  - simples : 11 972,
  - bétails : 2 876,
  - domestiques : 2 732,
  - véhicules : 1 439 ;
- trafic de drogue : 5 541 ;
- criminalité financière : 2 324 ;
- corruption : 158 ;
- autres : 15 445 ;
- nombre total d'actes criminels : 72 255.

## Médias
Les sources médiatiques sont variées et leur liberté d'expression est spécifiquement garantie par l'article 34 de la Constitution sous réserve de l'article 33.2 (« propagande pour la guerre, incitation à la violence, discours haineux »).

### Radio et télévision
La Kenya Broadcasting Corporation (KBC) est une entreprise publique qui émet en anglais, en swahili et, localement et en radiodiffusion, dans la langue native.
Les chaînes de télévision privées les plus importantes sont Kenya Television Network (KTN), qui appartient au Standard Group, et NTV (en), qui appartient au Nation Media Group. D'autres chaînes de télévision existent, tels Citizen TV, K24 ou Family TV.
Il existe des dizaines de chaînes de radiodiffusion privées comme Easy FM, qui appartient au Nation Media Group, ou encore Capital FM et Kiss FM centrées sur la musique, East FM qui diffuse en hindi, Kameme FM qui diffuse en kikuyu ou Radio Ramogi qui diffuse en luo.
Certains diffuseurs étrangers émettent aussi en modulation de fréquence comme BBC News sur tout le territoire, Voice of America à Nairobi ou encore Radio France internationale à Mombasa.

### Presse écrite
La presse écrite est dominée par deux grands groupes :
- The Standard Group qui édite :
  - The Standard, le plus ancien quotidien kényan ;
- Nation Media Group qui édite :
  - Daily Nation, quotidien,
  - East African, hebdomadaire,
  - Taifa Leo, quotidien en swahili.

### Internet et téléphonie mobile
Depuis l'installation, en 2009, du nouveau câble sous-marin EASSy et le remplacement progressif des câbles en cuivre par des fibres optiques, les internautes peuvent choisir entre 51 fournisseurs d'accès à Internet.
Les connexions s'effectuent soit au moyen d'une clé électronique puis en prépayant un volume de bits, soit au moyen d'un modem ADSL.
Peu de Kényans possèdent le matériel informatique nécessaire à domicile mais le réseau des Internet cafés est bien implanté, y compris dans les localités de petite taille. En décembre 2011, la commission des communications du Kenya (Communications Commission of Kenya) estime que 36,3 % de la population utilise un ordinateur muni d'un accès à Internet.
L'accès au réseau Internet est principalement réalisé grâce à la téléphonie mobile dont le réseau est disponible dans toutes les unités urbaines ainsi que, à de rares exceptions près — mauvaise configuration topographique —, dans les campagnes. La norme de communication utilise la gamme des 900 et des 1 800 MHz, le GPRS et le 3G. En décembre 2010, la commission des communications du Kenya estime le nombre de téléphones mobiles à 22 millions et à une proportion de un sur cinq le nombre d'appareils en contrefaçon. 90 % de la population âgée de quinze ans ou plus utilise un téléphone mobile.
Quatre opérateurs agréés sont présents sur le territoire depuis la fin de 2008. Au 31 octobre 2011, leur part du marché s'établit comme suit :
- Safaricom (en) : 75,9 % ;
- Airtel : 13,5 % ;
- Yu (Essar) : 6,7 % ;
- Orange : 3,9 %.

Les prix des communications sont, comme partout ailleurs dans le monde, assez difficiles à comparer entre les différents opérateurs. En 2011, les tarifs, hors promotions, varient d'un KES pour un SMS national à dix KES pour un SMS international et de deux KES la minute pour un appel national à quarante KES la minute pour un appel international.
Le phénomène d’expansion de la téléphonie mobile au Kenya provient du fait que depuis 2005, il est, au point de vue mondial, un pays test pour les innovations de cette technologie de communication.
Le service « M-Pesa », est accessible à tous pour le transfert d'argent (M est l'initiale de mobile (« téléphone mobile ») et pesa signifie « argent » en swahili). En décembre 2009, ce service est exploité par environ dix millions d'utilisateurs. En 2011, le montant des transferts d'argent, par ce mode, atteignent 56 millions de KES.
Les fermiers utilisent le service « DrumNet » pour connaitre les prix du marché.
Les services de Twitter ou du type « Facebook mobile » de Facebook sont largement utilisés par les jeunes Kényans.
En juin 2009, Safaricom lance son premier portail web mobile donnant accès, aux abonnés, à un service d'information et de divertissement.
Depuis le 18 mai 2010, les titulaires d'un compte « M-Pesa » ont la possibilité de déposer ou de retirer de l'argent, d'obtenir un microcrédit ou de gérer un compte d'épargne via le service « M-Kesho » (kesho signifie « demain » en swahili).
En août 2011, la compagnie Digital Mobile Television (DMTV Kenya) lance la télévision numérique terrestre pour téléphone mobile.

## Parcs et réserves nationaux

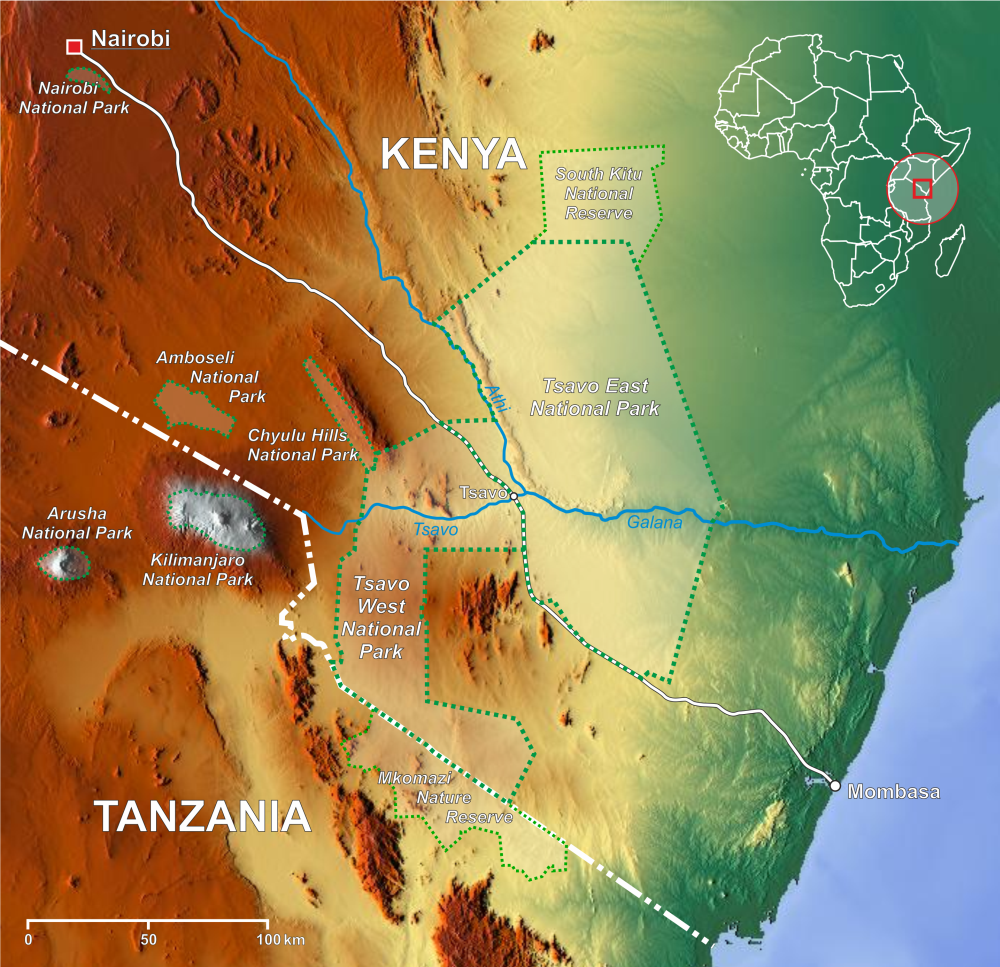
Carte des deux parcs de Tsavo.

Attraction touristique majeure du Kenya, les parcs et réserves nationaux représentent 8 % de la surface totale du territoire soit 46 430 km2. Gérés par le Kenya Wildlife Service (KWS), ils sont constitués de :
- 26 parcs ;
  - 22 terrestres ;
  - quatre marins ;
- 34 réserves ;
  - 28 terrestres ;
  - six marines ;
- cinq sanctuaires.

La superficie des zones protégées varie de 0,4 km2 pour le sanctuaire des impalas à 13 747 km2 pour le parc national de Tsavo East (24 453 km2 si l'on y ajoute les parcs nationaux contigus de Tsavo West et de Chyulu Hills).
Cinq de ces zones sont inscrites au patrimoine mondial de l'UNESCO :
- parc national du Mont Kenya (depuis 1997) ;
- les trois parc nationaux du lac Turkana (depuis 1997),
  - parc national de Sibiloi,
  - parc national de l'île centrale, Aberdare (chaîne de montagnes)
  - parc national de l'île sud ;
- parc national du lac Nakuru (depuis 2011).

Neuf ont été soumises à inscription :
- en 1999,
  - réserve nationale du lac Bogoria ;
- en 2010,
  - les montagnes Aberdare dans le parc national d'Aberdare,
  - parc national de Hell's Gate,
  - parc national de Meru,
  - le complexe formé par les deux parcs nationaux de Tsavo et celui de Chyulu Hills,
  - réserve nationale de la forêt de Kakamega,
  - réserve nationale du Masai Mara,
  - réserve nationale de Simba Hill.

## Musées et monuments historiques
La mise en valeur du patrimoine culturel constitué par les monuments nationaux et les collections des musées est géré par l'institution publique « musées nationaux du Kenya ».

## Sport

### Athlétisme
L'équipe nationale a récolté douze médailles dont cinq en or aux championnats du monde d'athlétisme 2013 se classant, ainsi, au quatrième rang des médailles obtenues.
Après les résultats de ces championnats du monde, l'équipe kényane est classée 3e au niveau mondial avec un total de 112 médailles dont 43 en or. Cependant, ce classement doit être pondéré par le nombre de participations aux championnats depuis 1983 du Kenya qui est de treize sur quatorze ; soit 8,62 médailles par participation dont 3,31 en or.
Aux Jeux olympiques d'été, elle est classée 34e avec 86 médailles dont treize en or. Cependant, ce classement doit être pondéré par le nombre de participations aux Jeux modernes du Kenya qui est de treize sur 27 ; soit 6,62 médailles par participation dont une en or.
L'équipe possède quatre records olympiques chez les hommes ainsi que plusieurs records du monde (toutes disciplines confondues) :
- extérieur :
  - hommes : treize,
  - femmes : six ;
- en salle :
  - hommes : un,
  - femmes : aucun.

L'équipe de course à pied est, depuis des années, l'une des plus performantes du monde en demi-fond et en fond toutes disciplines confondues. (Aux Jeux du Commonwealth par exemple, les Kényans remportent sans discontinuer l'or, l'argent et le bronze à l'épreuve masculine du 3 000 mètres steeple depuis 1998.) Le niveau est tellement élevé que malgré des dizaines de sélectionnés, beaucoup de sportifs font partie d'équipes réserve. Cela favorise le recrutement, et la naturalisation, par d'autres nations d'athlètes comme Wilson Kipketer, qui fut en 1990 le premier, pour le Danemark ou, plus récemment, comme Bernard Lagat pour les États-Unis. L'apparition de la Ligue de diamant de l'IAAF permet d'inverser cette tendance grâce au prix, représenté par un diamant de 4 carats, récompensant les vainqueurs de chaque discipline.
En 2008, Pamela Jelimo remporte la Golden League en 800 m. En 2010 deux athlètes masculins et trois féminines remportent la Ligue de diamant dans leur spécialité tandis que deux athlètes masculins et deux féminines sont premiers au palmarès de leur spécialité dans l'édition 2011. Wilson Kipketer emporta aussi la Golden League du 800 m en 1999 mais il était déjà, à ce moment, devenu danois. Vivian Cheruiyot, quant à elle, a emporté les deux premières éditions de la Ligue de diamant en 5 000 mètres.

### Boxe
Le boxeur kényan le plus titré est une boxeuse. Conjestina Achieng' a été championne du monde GBU en 2004 et WIBF en 2005. Robert Wangila fut champion olympique aux Jeux de Séoul en 1988.

### Cricket
L'équipe nationale de cricket possède le statut ODI depuis 1996. Elle est classée 13e au classement mondial de l'ICC du 22 août 2013.

### Football
L'équipe nationale masculine est 118e au classement mondial de la FIFA et 37e au classement CAF du 12 mars 2015. Elle est surnommée Harambee Stars. Harambee qui signifie « Poussons ensemble » ou « Ho hisse! » en swahili est également la devise du pays et apparaît sur son blason. À domicile, elle évolue au Nyayo National Stadium.
Les clubs les plus connus, et les plus titrés sont, dans l'ordre, le Gor Mahia Football Club et l'AFC Leopards SC, tous deux de Nairobi.

### Rugby
Si le rugby à XV est un sport mineur au Kenya, l'équipe nationale de rugby à XV est classée 27e au classement World Rugby des équipes nationales de rugby à XV du 30 octobre 2017 et joue en 3e division mondiale.
Le rugby à sept est plus performant au niveau mondial. Son équipe nationale fut classée quatrième lors de la Coupe du monde de rugby à sept 2013. Elle est actuellement au 12e rang mondial du classement HSBC Sevens World Series, saison 2017-2018 au 30 octobre 2018.

### Sport mécanique
Les sports mécaniques sont principalement constitués par le rallye automobile. Nombre de rallyes régionaux sont organisés tout au long de l'année. Le plus célèbre d'entre eux est le Safari Rally qui fit partie du championnat du monde des rallyes entre 1973 et 2002, ainsi que depuis 2021, date à laquelle il marqua son retour en WRC. Le Kenya compte quelques pilotes renommés comme Joginder Singh, Shekhar Mehta, Patrick Njiru (en) ou encore Ian Duncan.